# Konrad Bayer
Konrad Bayer (10. listopadu 1828, Olomouc – 21. září 1897, Vídeň), uváděný také jako Conrad Bayer, počeštěně Konrád Bayer či pseudonymem Drakon Rabey, byl rakousko-uherský šachista a právník německé národnosti, který proslul především jako skladatel šachových úloh. Jeho nejslavnějším šachovým problémem je tak zvaná Nesmrtelná úloha z roku 1851. V 50. až 70. letech 19. století byl jedním z nejúspěšnějších problemistů na světových turnajích. Mimo jiné zaznamenal vítězství na prvním prestižním šachovém turnaji pořádaném britským listem The Era roku 1856, dále na turnaji francouzského listu Nouvelle Régence roku 1860 a na šachových kongresech v Londýně roku 1862, v Dundee roku 1867 a v Paříži rovněž roku 1867. Podle dobových svědectví byly Konradovy šachové úlohy nejlepší i na prestižním turnaji pořádaném šachovým listem Le Palamede française roku 1865, kde ho však o vítězství zřejmě připravily zákulisní intriky.

## Život mimo šachovnici
Konrad Bayer se narodil 10. listopadu 1828 v Olomouci. Později se přestěhoval do Vídně, kde pobyl šest let a kde také ve svých 21 letech dokončil studium práv a stal se advokátem. Během pobytu v hlavním městě monarchie se mimo jiné naučil také anglicky. Po návratu do Olomouce byl jmenován tajemníkem místní obchodní a průmyslové komory. V květnu 1859 se oženil. Věnoval se také poezii a překládal do angličtiny Goetheho, Schillera a Heineho. Roku 1873 obdržel od rakouského císaře Františka Josefa I. vyznamenání Zlatý záslužný kříž s korunou za to, že blíže neobjasněným způsobem přispěl ke zdaru Světové výstavy ve Vídni. Závěr života trávil na penzi ve Vídni, kde také 21. září 1897 zemřel ve věku necelých 69 let.

## Šachová kariéra
Šachové hře se naučil ve 14 letech. Mnoho zkušeností získal během svého prvního vídeňského pobytu, kdy se stýkal s řadou renomovaných hráčů, šachových teoretiků i problemistů, mezi nimiž byli například Ernst Falkbeer, hrabě Arnold Pongrácz, Antonín Novotný, Rudolf Willmers či Karl Pitschel. V Olomouci se velmi blízce spřátelil s šachovým problemistou Josefem Mandelblühem.
Ačkoliv během své kariéry hrával i praktické partie (krátká partie Bayer–Schulz z roku 1861 je nejstarším dokladem praktické hry v Olomouci), nejvíce proslul jako skladatel šachových úloh. Svou první úlohu sestavil roku 1853. Úlohy nejprve posílal do časopisu Leipziger Illustrirten Zeitung, později na krátkou dobu sám vedl vídeňský časopis Schachzeitung, jeho šachové úlohy však byly vítané i v dalších šachových časopisech v Německu, Velké Británii a Spojených státech amerických.
Konrad Bayer bývá považován za zakladatele tzv. staroněmecké školy. Jeho elegantní řešení úloh zakončených modelovými maty mu zase vysloužily označení ideového předchůdce české úkolové školy. Mezi nejvíce oceňované patří jeho čtyřtahové a pětitahové úlohy. Převratný byl také jeho přístup k estetice šachových problémů, kdy se snažil úlohy komponovat tak, aby úvodním tahem nedošlo k odebrání kamene či k šachu krále.

## Nesmrtelná úloha
Dne 16. srpna 1851 Bayer publikoval v časopise Leipziger Illustrirte Zeitung velmi neortodoxní šachový problém, který byl později nazván „Nesmrtelná úloha“. Její řešení totiž nezapře ideovou spřízněnost s tak zvanou Nesmrtelnou partií, kterou o pouhé dva měsíce dříve sehráli v Londýně Adolf Anderssen a Lionel Kieseritzky a v níž Anderssen dospěl k vítězství řadou obětí vlastních figur.
Zadáním úlohy je dát mat černému při jeho nejlepší obraně v devíti tazích. K překvapivému řešení vede postup, v němž si bílý k závěrečnému úderu připravuje pozici tak, že postupně obětuje veškerý svůj materiál kromě jednoho pěšce (to jest dámu, dvě věže, střelce, jezdce a pěšce), aby následně černého krále, zabloudivšího až do středu šachovnice a obklíčeného vlastními figurami, matoval právě tím jediným zbylým pěšcem.
Této vrcholné úloze romantického období, které šachu vládlo přibližně od konce 15. do konce 19. století, se dostalo okamžitě velké pozornosti. Později, když se v šachu začaly projevovat jiné, modernější a méně romantické trendy, sice navzdory svému přízvisku na popularitě poněkud ztratila, přesto však stále bývá poměrně často citována.
|   | a | b | c | d | e | f | g | h |   |
| 8 | d8 bílý dáma · f7 černý dáma · h7 černý král · e6 černý pěšec · f6 černý pěšec · g6 černý pěšec · c5 bílý král · d5 černý pěšec · f5 bílý jezdec · h5 bílý střelec · a4 bílý věž · b4 bílý věž · d3 bílý pěšec · f3 černý věž · e2 černý jezdec · f2 bílý pěšec · h2 černý střelec · d1 černý střelec | d8 bílý dáma · f7 černý dáma · h7 černý král · e6 černý pěšec · f6 černý pěšec · g6 černý pěšec · c5 bílý král · d5 černý pěšec · f5 bílý jezdec · h5 bílý střelec · a4 bílý věž · b4 bílý věž · d3 bílý pěšec · f3 černý věž · e2 černý jezdec · f2 bílý pěšec · h2 černý střelec · d1 černý střelec | d8 bílý dáma · f7 černý dáma · h7 černý král · e6 černý pěšec · f6 černý pěšec · g6 černý pěšec · c5 bílý král · d5 černý pěšec · f5 bílý jezdec · h5 bílý střelec · a4 bílý věž · b4 bílý věž · d3 bílý pěšec · f3 černý věž · e2 černý jezdec · f2 bílý pěšec · h2 černý střelec · d1 černý střelec | d8 bílý dáma · f7 černý dáma · h7 černý král · e6 černý pěšec · f6 černý pěšec · g6 černý pěšec · c5 bílý král · d5 černý pěšec · f5 bílý jezdec · h5 bílý střelec · a4 bílý věž · b4 bílý věž · d3 bílý pěšec · f3 černý věž · e2 černý jezdec · f2 bílý pěšec · h2 černý střelec · d1 černý střelec | d8 bílý dáma · f7 černý dáma · h7 černý král · e6 černý pěšec · f6 černý pěšec · g6 černý pěšec · c5 bílý král · d5 černý pěšec · f5 bílý jezdec · h5 bílý střelec · a4 bílý věž · b4 bílý věž · d3 bílý pěšec · f3 černý věž · e2 černý jezdec · f2 bílý pěšec · h2 černý střelec · d1 černý střelec | d8 bílý dáma · f7 černý dáma · h7 černý král · e6 černý pěšec · f6 černý pěšec · g6 černý pěšec · c5 bílý král · d5 černý pěšec · f5 bílý jezdec · h5 bílý střelec · a4 bílý věž · b4 bílý věž · d3 bílý pěšec · f3 černý věž · e2 černý jezdec · f2 bílý pěšec · h2 černý střelec · d1 černý střelec | d8 bílý dáma · f7 černý dáma · h7 černý král · e6 černý pěšec · f6 černý pěšec · g6 černý pěšec · c5 bílý král · d5 černý pěšec · f5 bílý jezdec · h5 bílý střelec · a4 bílý věž · b4 bílý věž · d3 bílý pěšec · f3 černý věž · e2 černý jezdec · f2 bílý pěšec · h2 černý střelec · d1 černý střelec | d8 bílý dáma · f7 černý dáma · h7 černý král · e6 černý pěšec · f6 černý pěšec · g6 černý pěšec · c5 bílý král · d5 černý pěšec · f5 bílý jezdec · h5 bílý střelec · a4 bílý věž · b4 bílý věž · d3 bílý pěšec · f3 černý věž · e2 černý jezdec · f2 bílý pěšec · h2 černý střelec · d1 černý střelec | 8 |
| 7 | d8 bílý dáma · f7 černý dáma · h7 černý král · e6 černý pěšec · f6 černý pěšec · g6 černý pěšec · c5 bílý král · d5 černý pěšec · f5 bílý jezdec · h5 bílý střelec · a4 bílý věž · b4 bílý věž · d3 bílý pěšec · f3 černý věž · e2 černý jezdec · f2 bílý pěšec · h2 černý střelec · d1 černý střelec | d8 bílý dáma · f7 černý dáma · h7 černý král · e6 černý pěšec · f6 černý pěšec · g6 černý pěšec · c5 bílý král · d5 černý pěšec · f5 bílý jezdec · h5 bílý střelec · a4 bílý věž · b4 bílý věž · d3 bílý pěšec · f3 černý věž · e2 černý jezdec · f2 bílý pěšec · h2 černý střelec · d1 černý střelec | d8 bílý dáma · f7 černý dáma · h7 černý král · e6 černý pěšec · f6 černý pěšec · g6 černý pěšec · c5 bílý král · d5 černý pěšec · f5 bílý jezdec · h5 bílý střelec · a4 bílý věž · b4 bílý věž · d3 bílý pěšec · f3 černý věž · e2 černý jezdec · f2 bílý pěšec · h2 černý střelec · d1 černý střelec | d8 bílý dáma · f7 černý dáma · h7 černý král · e6 černý pěšec · f6 černý pěšec · g6 černý pěšec · c5 bílý král · d5 černý pěšec · f5 bílý jezdec · h5 bílý střelec · a4 bílý věž · b4 bílý věž · d3 bílý pěšec · f3 černý věž · e2 černý jezdec · f2 bílý pěšec · h2 černý střelec · d1 černý střelec | d8 bílý dáma · f7 černý dáma · h7 černý král · e6 černý pěšec · f6 černý pěšec · g6 černý pěšec · c5 bílý král · d5 černý pěšec · f5 bílý jezdec · h5 bílý střelec · a4 bílý věž · b4 bílý věž · d3 bílý pěšec · f3 černý věž · e2 černý jezdec · f2 bílý pěšec · h2 černý střelec · d1 černý střelec | d8 bílý dáma · f7 černý dáma · h7 černý král · e6 černý pěšec · f6 černý pěšec · g6 černý pěšec · c5 bílý král · d5 černý pěšec · f5 bílý jezdec · h5 bílý střelec · a4 bílý věž · b4 bílý věž · d3 bílý pěšec · f3 černý věž · e2 černý jezdec · f2 bílý pěšec · h2 černý střelec · d1 černý střelec | d8 bílý dáma · f7 černý dáma · h7 černý král · e6 černý pěšec · f6 černý pěšec · g6 černý pěšec · c5 bílý král · d5 černý pěšec · f5 bílý jezdec · h5 bílý střelec · a4 bílý věž · b4 bílý věž · d3 bílý pěšec · f3 černý věž · e2 černý jezdec · f2 bílý pěšec · h2 černý střelec · d1 černý střelec | d8 bílý dáma · f7 černý dáma · h7 černý král · e6 černý pěšec · f6 černý pěšec · g6 černý pěšec · c5 bílý král · d5 černý pěšec · f5 bílý jezdec · h5 bílý střelec · a4 bílý věž · b4 bílý věž · d3 bílý pěšec · f3 černý věž · e2 černý jezdec · f2 bílý pěšec · h2 černý střelec · d1 černý střelec | 7 |
| 6 | d8 bílý dáma · f7 černý dáma · h7 černý král · e6 černý pěšec · f6 černý pěšec · g6 černý pěšec · c5 bílý král · d5 černý pěšec · f5 bílý jezdec · h5 bílý střelec · a4 bílý věž · b4 bílý věž · d3 bílý pěšec · f3 černý věž · e2 černý jezdec · f2 bílý pěšec · h2 černý střelec · d1 černý střelec | d8 bílý dáma · f7 černý dáma · h7 černý král · e6 černý pěšec · f6 černý pěšec · g6 černý pěšec · c5 bílý král · d5 černý pěšec · f5 bílý jezdec · h5 bílý střelec · a4 bílý věž · b4 bílý věž · d3 bílý pěšec · f3 černý věž · e2 černý jezdec · f2 bílý pěšec · h2 černý střelec · d1 černý střelec | d8 bílý dáma · f7 černý dáma · h7 černý král · e6 černý pěšec · f6 černý pěšec · g6 černý pěšec · c5 bílý král · d5 černý pěšec · f5 bílý jezdec · h5 bílý střelec · a4 bílý věž · b4 bílý věž · d3 bílý pěšec · f3 černý věž · e2 černý jezdec · f2 bílý pěšec · h2 černý střelec · d1 černý střelec | d8 bílý dáma · f7 černý dáma · h7 černý král · e6 černý pěšec · f6 černý pěšec · g6 černý pěšec · c5 bílý král · d5 černý pěšec · f5 bílý jezdec · h5 bílý střelec · a4 bílý věž · b4 bílý věž · d3 bílý pěšec · f3 černý věž · e2 černý jezdec · f2 bílý pěšec · h2 černý střelec · d1 černý střelec | d8 bílý dáma · f7 černý dáma · h7 černý král · e6 černý pěšec · f6 černý pěšec · g6 černý pěšec · c5 bílý král · d5 černý pěšec · f5 bílý jezdec · h5 bílý střelec · a4 bílý věž · b4 bílý věž · d3 bílý pěšec · f3 černý věž · e2 černý jezdec · f2 bílý pěšec · h2 černý střelec · d1 černý střelec | d8 bílý dáma · f7 černý dáma · h7 černý král · e6 černý pěšec · f6 černý pěšec · g6 černý pěšec · c5 bílý král · d5 černý pěšec · f5 bílý jezdec · h5 bílý střelec · a4 bílý věž · b4 bílý věž · d3 bílý pěšec · f3 černý věž · e2 černý jezdec · f2 bílý pěšec · h2 černý střelec · d1 černý střelec | d8 bílý dáma · f7 černý dáma · h7 černý král · e6 černý pěšec · f6 černý pěšec · g6 černý pěšec · c5 bílý král · d5 černý pěšec · f5 bílý jezdec · h5 bílý střelec · a4 bílý věž · b4 bílý věž · d3 bílý pěšec · f3 černý věž · e2 černý jezdec · f2 bílý pěšec · h2 černý střelec · d1 černý střelec | d8 bílý dáma · f7 černý dáma · h7 černý král · e6 černý pěšec · f6 černý pěšec · g6 černý pěšec · c5 bílý král · d5 černý pěšec · f5 bílý jezdec · h5 bílý střelec · a4 bílý věž · b4 bílý věž · d3 bílý pěšec · f3 černý věž · e2 černý jezdec · f2 bílý pěšec · h2 černý střelec · d1 černý střelec | 6 |
| 5 | d8 bílý dáma · f7 černý dáma · h7 černý král · e6 černý pěšec · f6 černý pěšec · g6 černý pěšec · c5 bílý král · d5 černý pěšec · f5 bílý jezdec · h5 bílý střelec · a4 bílý věž · b4 bílý věž · d3 bílý pěšec · f3 černý věž · e2 černý jezdec · f2 bílý pěšec · h2 černý střelec · d1 černý střelec | d8 bílý dáma · f7 černý dáma · h7 černý král · e6 černý pěšec · f6 černý pěšec · g6 černý pěšec · c5 bílý král · d5 černý pěšec · f5 bílý jezdec · h5 bílý střelec · a4 bílý věž · b4 bílý věž · d3 bílý pěšec · f3 černý věž · e2 černý jezdec · f2 bílý pěšec · h2 černý střelec · d1 černý střelec | d8 bílý dáma · f7 černý dáma · h7 černý král · e6 černý pěšec · f6 černý pěšec · g6 černý pěšec · c5 bílý král · d5 černý pěšec · f5 bílý jezdec · h5 bílý střelec · a4 bílý věž · b4 bílý věž · d3 bílý pěšec · f3 černý věž · e2 černý jezdec · f2 bílý pěšec · h2 černý střelec · d1 černý střelec | d8 bílý dáma · f7 černý dáma · h7 černý král · e6 černý pěšec · f6 černý pěšec · g6 černý pěšec · c5 bílý král · d5 černý pěšec · f5 bílý jezdec · h5 bílý střelec · a4 bílý věž · b4 bílý věž · d3 bílý pěšec · f3 černý věž · e2 černý jezdec · f2 bílý pěšec · h2 černý střelec · d1 černý střelec | d8 bílý dáma · f7 černý dáma · h7 černý král · e6 černý pěšec · f6 černý pěšec · g6 černý pěšec · c5 bílý král · d5 černý pěšec · f5 bílý jezdec · h5 bílý střelec · a4 bílý věž · b4 bílý věž · d3 bílý pěšec · f3 černý věž · e2 černý jezdec · f2 bílý pěšec · h2 černý střelec · d1 černý střelec | d8 bílý dáma · f7 černý dáma · h7 černý král · e6 černý pěšec · f6 černý pěšec · g6 černý pěšec · c5 bílý král · d5 černý pěšec · f5 bílý jezdec · h5 bílý střelec · a4 bílý věž · b4 bílý věž · d3 bílý pěšec · f3 černý věž · e2 černý jezdec · f2 bílý pěšec · h2 černý střelec · d1 černý střelec | d8 bílý dáma · f7 černý dáma · h7 černý král · e6 černý pěšec · f6 černý pěšec · g6 černý pěšec · c5 bílý král · d5 černý pěšec · f5 bílý jezdec · h5 bílý střelec · a4 bílý věž · b4 bílý věž · d3 bílý pěšec · f3 černý věž · e2 černý jezdec · f2 bílý pěšec · h2 černý střelec · d1 černý střelec | d8 bílý dáma · f7 černý dáma · h7 černý král · e6 černý pěšec · f6 černý pěšec · g6 černý pěšec · c5 bílý král · d5 černý pěšec · f5 bílý jezdec · h5 bílý střelec · a4 bílý věž · b4 bílý věž · d3 bílý pěšec · f3 černý věž · e2 černý jezdec · f2 bílý pěšec · h2 černý střelec · d1 černý střelec | 5 |
| 4 | d8 bílý dáma · f7 černý dáma · h7 černý král · e6 černý pěšec · f6 černý pěšec · g6 černý pěšec · c5 bílý král · d5 černý pěšec · f5 bílý jezdec · h5 bílý střelec · a4 bílý věž · b4 bílý věž · d3 bílý pěšec · f3 černý věž · e2 černý jezdec · f2 bílý pěšec · h2 černý střelec · d1 černý střelec | d8 bílý dáma · f7 černý dáma · h7 černý král · e6 černý pěšec · f6 černý pěšec · g6 černý pěšec · c5 bílý král · d5 černý pěšec · f5 bílý jezdec · h5 bílý střelec · a4 bílý věž · b4 bílý věž · d3 bílý pěšec · f3 černý věž · e2 černý jezdec · f2 bílý pěšec · h2 černý střelec · d1 černý střelec | d8 bílý dáma · f7 černý dáma · h7 černý král · e6 černý pěšec · f6 černý pěšec · g6 černý pěšec · c5 bílý král · d5 černý pěšec · f5 bílý jezdec · h5 bílý střelec · a4 bílý věž · b4 bílý věž · d3 bílý pěšec · f3 černý věž · e2 černý jezdec · f2 bílý pěšec · h2 černý střelec · d1 černý střelec | d8 bílý dáma · f7 černý dáma · h7 černý král · e6 černý pěšec · f6 černý pěšec · g6 černý pěšec · c5 bílý král · d5 černý pěšec · f5 bílý jezdec · h5 bílý střelec · a4 bílý věž · b4 bílý věž · d3 bílý pěšec · f3 černý věž · e2 černý jezdec · f2 bílý pěšec · h2 černý střelec · d1 černý střelec | d8 bílý dáma · f7 černý dáma · h7 černý král · e6 černý pěšec · f6 černý pěšec · g6 černý pěšec · c5 bílý král · d5 černý pěšec · f5 bílý jezdec · h5 bílý střelec · a4 bílý věž · b4 bílý věž · d3 bílý pěšec · f3 černý věž · e2 černý jezdec · f2 bílý pěšec · h2 černý střelec · d1 černý střelec | d8 bílý dáma · f7 černý dáma · h7 černý král · e6 černý pěšec · f6 černý pěšec · g6 černý pěšec · c5 bílý král · d5 černý pěšec · f5 bílý jezdec · h5 bílý střelec · a4 bílý věž · b4 bílý věž · d3 bílý pěšec · f3 černý věž · e2 černý jezdec · f2 bílý pěšec · h2 černý střelec · d1 černý střelec | d8 bílý dáma · f7 černý dáma · h7 černý král · e6 černý pěšec · f6 černý pěšec · g6 černý pěšec · c5 bílý král · d5 černý pěšec · f5 bílý jezdec · h5 bílý střelec · a4 bílý věž · b4 bílý věž · d3 bílý pěšec · f3 černý věž · e2 černý jezdec · f2 bílý pěšec · h2 černý střelec · d1 černý střelec | d8 bílý dáma · f7 černý dáma · h7 černý král · e6 černý pěšec · f6 černý pěšec · g6 černý pěšec · c5 bílý král · d5 černý pěšec · f5 bílý jezdec · h5 bílý střelec · a4 bílý věž · b4 bílý věž · d3 bílý pěšec · f3 černý věž · e2 černý jezdec · f2 bílý pěšec · h2 černý střelec · d1 černý střelec | 4 |
| 3 | d8 bílý dáma · f7 černý dáma · h7 černý král · e6 černý pěšec · f6 černý pěšec · g6 černý pěšec · c5 bílý král · d5 černý pěšec · f5 bílý jezdec · h5 bílý střelec · a4 bílý věž · b4 bílý věž · d3 bílý pěšec · f3 černý věž · e2 černý jezdec · f2 bílý pěšec · h2 černý střelec · d1 černý střelec | d8 bílý dáma · f7 černý dáma · h7 černý král · e6 černý pěšec · f6 černý pěšec · g6 černý pěšec · c5 bílý král · d5 černý pěšec · f5 bílý jezdec · h5 bílý střelec · a4 bílý věž · b4 bílý věž · d3 bílý pěšec · f3 černý věž · e2 černý jezdec · f2 bílý pěšec · h2 černý střelec · d1 černý střelec | d8 bílý dáma · f7 černý dáma · h7 černý král · e6 černý pěšec · f6 černý pěšec · g6 černý pěšec · c5 bílý král · d5 černý pěšec · f5 bílý jezdec · h5 bílý střelec · a4 bílý věž · b4 bílý věž · d3 bílý pěšec · f3 černý věž · e2 černý jezdec · f2 bílý pěšec · h2 černý střelec · d1 černý střelec | d8 bílý dáma · f7 černý dáma · h7 černý král · e6 černý pěšec · f6 černý pěšec · g6 černý pěšec · c5 bílý král · d5 černý pěšec · f5 bílý jezdec · h5 bílý střelec · a4 bílý věž · b4 bílý věž · d3 bílý pěšec · f3 černý věž · e2 černý jezdec · f2 bílý pěšec · h2 černý střelec · d1 černý střelec | d8 bílý dáma · f7 černý dáma · h7 černý král · e6 černý pěšec · f6 černý pěšec · g6 černý pěšec · c5 bílý král · d5 černý pěšec · f5 bílý jezdec · h5 bílý střelec · a4 bílý věž · b4 bílý věž · d3 bílý pěšec · f3 černý věž · e2 černý jezdec · f2 bílý pěšec · h2 černý střelec · d1 černý střelec | d8 bílý dáma · f7 černý dáma · h7 černý král · e6 černý pěšec · f6 černý pěšec · g6 černý pěšec · c5 bílý král · d5 černý pěšec · f5 bílý jezdec · h5 bílý střelec · a4 bílý věž · b4 bílý věž · d3 bílý pěšec · f3 černý věž · e2 černý jezdec · f2 bílý pěšec · h2 černý střelec · d1 černý střelec | d8 bílý dáma · f7 černý dáma · h7 černý král · e6 černý pěšec · f6 černý pěšec · g6 černý pěšec · c5 bílý král · d5 černý pěšec · f5 bílý jezdec · h5 bílý střelec · a4 bílý věž · b4 bílý věž · d3 bílý pěšec · f3 černý věž · e2 černý jezdec · f2 bílý pěšec · h2 černý střelec · d1 černý střelec | d8 bílý dáma · f7 černý dáma · h7 černý král · e6 černý pěšec · f6 černý pěšec · g6 černý pěšec · c5 bílý král · d5 černý pěšec · f5 bílý jezdec · h5 bílý střelec · a4 bílý věž · b4 bílý věž · d3 bílý pěšec · f3 černý věž · e2 černý jezdec · f2 bílý pěšec · h2 černý střelec · d1 černý střelec | 3 |
| 2 | d8 bílý dáma · f7 černý dáma · h7 černý král · e6 černý pěšec · f6 černý pěšec · g6 černý pěšec · c5 bílý král · d5 černý pěšec · f5 bílý jezdec · h5 bílý střelec · a4 bílý věž · b4 bílý věž · d3 bílý pěšec · f3 černý věž · e2 černý jezdec · f2 bílý pěšec · h2 černý střelec · d1 černý střelec | d8 bílý dáma · f7 černý dáma · h7 černý král · e6 černý pěšec · f6 černý pěšec · g6 černý pěšec · c5 bílý král · d5 černý pěšec · f5 bílý jezdec · h5 bílý střelec · a4 bílý věž · b4 bílý věž · d3 bílý pěšec · f3 černý věž · e2 černý jezdec · f2 bílý pěšec · h2 černý střelec · d1 černý střelec | d8 bílý dáma · f7 černý dáma · h7 černý král · e6 černý pěšec · f6 černý pěšec · g6 černý pěšec · c5 bílý král · d5 černý pěšec · f5 bílý jezdec · h5 bílý střelec · a4 bílý věž · b4 bílý věž · d3 bílý pěšec · f3 černý věž · e2 černý jezdec · f2 bílý pěšec · h2 černý střelec · d1 černý střelec | d8 bílý dáma · f7 černý dáma · h7 černý král · e6 černý pěšec · f6 černý pěšec · g6 černý pěšec · c5 bílý král · d5 černý pěšec · f5 bílý jezdec · h5 bílý střelec · a4 bílý věž · b4 bílý věž · d3 bílý pěšec · f3 černý věž · e2 černý jezdec · f2 bílý pěšec · h2 černý střelec · d1 černý střelec | d8 bílý dáma · f7 černý dáma · h7 černý král · e6 černý pěšec · f6 černý pěšec · g6 černý pěšec · c5 bílý král · d5 černý pěšec · f5 bílý jezdec · h5 bílý střelec · a4 bílý věž · b4 bílý věž · d3 bílý pěšec · f3 černý věž · e2 černý jezdec · f2 bílý pěšec · h2 černý střelec · d1 černý střelec | d8 bílý dáma · f7 černý dáma · h7 černý král · e6 černý pěšec · f6 černý pěšec · g6 černý pěšec · c5 bílý král · d5 černý pěšec · f5 bílý jezdec · h5 bílý střelec · a4 bílý věž · b4 bílý věž · d3 bílý pěšec · f3 černý věž · e2 černý jezdec · f2 bílý pěšec · h2 černý střelec · d1 černý střelec | d8 bílý dáma · f7 černý dáma · h7 černý král · e6 černý pěšec · f6 černý pěšec · g6 černý pěšec · c5 bílý král · d5 černý pěšec · f5 bílý jezdec · h5 bílý střelec · a4 bílý věž · b4 bílý věž · d3 bílý pěšec · f3 černý věž · e2 černý jezdec · f2 bílý pěšec · h2 černý střelec · d1 černý střelec | d8 bílý dáma · f7 černý dáma · h7 černý král · e6 černý pěšec · f6 černý pěšec · g6 černý pěšec · c5 bílý král · d5 černý pěšec · f5 bílý jezdec · h5 bílý střelec · a4 bílý věž · b4 bílý věž · d3 bílý pěšec · f3 černý věž · e2 černý jezdec · f2 bílý pěšec · h2 černý střelec · d1 černý střelec | 2 |
| 1 | d8 bílý dáma · f7 černý dáma · h7 černý král · e6 černý pěšec · f6 černý pěšec · g6 černý pěšec · c5 bílý král · d5 černý pěšec · f5 bílý jezdec · h5 bílý střelec · a4 bílý věž · b4 bílý věž · d3 bílý pěšec · f3 černý věž · e2 černý jezdec · f2 bílý pěšec · h2 černý střelec · d1 černý střelec | d8 bílý dáma · f7 černý dáma · h7 černý král · e6 černý pěšec · f6 černý pěšec · g6 černý pěšec · c5 bílý král · d5 černý pěšec · f5 bílý jezdec · h5 bílý střelec · a4 bílý věž · b4 bílý věž · d3 bílý pěšec · f3 černý věž · e2 černý jezdec · f2 bílý pěšec · h2 černý střelec · d1 černý střelec | d8 bílý dáma · f7 černý dáma · h7 černý král · e6 černý pěšec · f6 černý pěšec · g6 černý pěšec · c5 bílý král · d5 černý pěšec · f5 bílý jezdec · h5 bílý střelec · a4 bílý věž · b4 bílý věž · d3 bílý pěšec · f3 černý věž · e2 černý jezdec · f2 bílý pěšec · h2 černý střelec · d1 černý střelec | d8 bílý dáma · f7 černý dáma · h7 černý král · e6 černý pěšec · f6 černý pěšec · g6 černý pěšec · c5 bílý král · d5 černý pěšec · f5 bílý jezdec · h5 bílý střelec · a4 bílý věž · b4 bílý věž · d3 bílý pěšec · f3 černý věž · e2 černý jezdec · f2 bílý pěšec · h2 černý střelec · d1 černý střelec | d8 bílý dáma · f7 černý dáma · h7 černý král · e6 černý pěšec · f6 černý pěšec · g6 černý pěšec · c5 bílý král · d5 černý pěšec · f5 bílý jezdec · h5 bílý střelec · a4 bílý věž · b4 bílý věž · d3 bílý pěšec · f3 černý věž · e2 černý jezdec · f2 bílý pěšec · h2 černý střelec · d1 černý střelec | d8 bílý dáma · f7 černý dáma · h7 černý král · e6 černý pěšec · f6 černý pěšec · g6 černý pěšec · c5 bílý král · d5 černý pěšec · f5 bílý jezdec · h5 bílý střelec · a4 bílý věž · b4 bílý věž · d3 bílý pěšec · f3 černý věž · e2 černý jezdec · f2 bílý pěšec · h2 černý střelec · d1 černý střelec | d8 bílý dáma · f7 černý dáma · h7 černý král · e6 černý pěšec · f6 černý pěšec · g6 černý pěšec · c5 bílý král · d5 černý pěšec · f5 bílý jezdec · h5 bílý střelec · a4 bílý věž · b4 bílý věž · d3 bílý pěšec · f3 černý věž · e2 černý jezdec · f2 bílý pěšec · h2 černý střelec · d1 černý střelec | d8 bílý dáma · f7 černý dáma · h7 černý král · e6 černý pěšec · f6 černý pěšec · g6 černý pěšec · c5 bílý král · d5 černý pěšec · f5 bílý jezdec · h5 bílý střelec · a4 bílý věž · b4 bílý věž · d3 bílý pěšec · f3 černý věž · e2 černý jezdec · f2 bílý pěšec · h2 černý střelec · d1 černý střelec | 1 |
|   | a | b | c | d | e | f | g | h |   |

|   | a | b | c | d | e | f | g | h |   |
| 8 | b7 černý dáma · e6 černý pěšec · f6 černý pěšec · c5 bílý král · e5 černý král · f5 černý věž · d4 bílý pěšec · e4 černý pěšec · f4 černý střelec · e2 černý střelec | b7 černý dáma · e6 černý pěšec · f6 černý pěšec · c5 bílý král · e5 černý král · f5 černý věž · d4 bílý pěšec · e4 černý pěšec · f4 černý střelec · e2 černý střelec | b7 černý dáma · e6 černý pěšec · f6 černý pěšec · c5 bílý král · e5 černý král · f5 černý věž · d4 bílý pěšec · e4 černý pěšec · f4 černý střelec · e2 černý střelec | b7 černý dáma · e6 černý pěšec · f6 černý pěšec · c5 bílý král · e5 černý král · f5 černý věž · d4 bílý pěšec · e4 černý pěšec · f4 černý střelec · e2 černý střelec | b7 černý dáma · e6 černý pěšec · f6 černý pěšec · c5 bílý král · e5 černý král · f5 černý věž · d4 bílý pěšec · e4 černý pěšec · f4 černý střelec · e2 černý střelec | b7 černý dáma · e6 černý pěšec · f6 černý pěšec · c5 bílý král · e5 černý král · f5 černý věž · d4 bílý pěšec · e4 černý pěšec · f4 černý střelec · e2 černý střelec | b7 černý dáma · e6 černý pěšec · f6 černý pěšec · c5 bílý král · e5 černý král · f5 černý věž · d4 bílý pěšec · e4 černý pěšec · f4 černý střelec · e2 černý střelec | b7 černý dáma · e6 černý pěšec · f6 černý pěšec · c5 bílý král · e5 černý král · f5 černý věž · d4 bílý pěšec · e4 černý pěšec · f4 černý střelec · e2 černý střelec | 8 |
| 7 | b7 černý dáma · e6 černý pěšec · f6 černý pěšec · c5 bílý král · e5 černý král · f5 černý věž · d4 bílý pěšec · e4 černý pěšec · f4 černý střelec · e2 černý střelec | b7 černý dáma · e6 černý pěšec · f6 černý pěšec · c5 bílý král · e5 černý král · f5 černý věž · d4 bílý pěšec · e4 černý pěšec · f4 černý střelec · e2 černý střelec | b7 černý dáma · e6 černý pěšec · f6 černý pěšec · c5 bílý král · e5 černý král · f5 černý věž · d4 bílý pěšec · e4 černý pěšec · f4 černý střelec · e2 černý střelec | b7 černý dáma · e6 černý pěšec · f6 černý pěšec · c5 bílý král · e5 černý král · f5 černý věž · d4 bílý pěšec · e4 černý pěšec · f4 černý střelec · e2 černý střelec | b7 černý dáma · e6 černý pěšec · f6 černý pěšec · c5 bílý král · e5 černý král · f5 černý věž · d4 bílý pěšec · e4 černý pěšec · f4 černý střelec · e2 černý střelec | b7 černý dáma · e6 černý pěšec · f6 černý pěšec · c5 bílý král · e5 černý král · f5 černý věž · d4 bílý pěšec · e4 černý pěšec · f4 černý střelec · e2 černý střelec | b7 černý dáma · e6 černý pěšec · f6 černý pěšec · c5 bílý král · e5 černý král · f5 černý věž · d4 bílý pěšec · e4 černý pěšec · f4 černý střelec · e2 černý střelec | b7 černý dáma · e6 černý pěšec · f6 černý pěšec · c5 bílý král · e5 černý král · f5 černý věž · d4 bílý pěšec · e4 černý pěšec · f4 černý střelec · e2 černý střelec | 7 |
| 6 | b7 černý dáma · e6 černý pěšec · f6 černý pěšec · c5 bílý král · e5 černý král · f5 černý věž · d4 bílý pěšec · e4 černý pěšec · f4 černý střelec · e2 černý střelec | b7 černý dáma · e6 černý pěšec · f6 černý pěšec · c5 bílý král · e5 černý král · f5 černý věž · d4 bílý pěšec · e4 černý pěšec · f4 černý střelec · e2 černý střelec | b7 černý dáma · e6 černý pěšec · f6 černý pěšec · c5 bílý král · e5 černý král · f5 černý věž · d4 bílý pěšec · e4 černý pěšec · f4 černý střelec · e2 černý střelec | b7 černý dáma · e6 černý pěšec · f6 černý pěšec · c5 bílý král · e5 černý král · f5 černý věž · d4 bílý pěšec · e4 černý pěšec · f4 černý střelec · e2 černý střelec | b7 černý dáma · e6 černý pěšec · f6 černý pěšec · c5 bílý král · e5 černý král · f5 černý věž · d4 bílý pěšec · e4 černý pěšec · f4 černý střelec · e2 černý střelec | b7 černý dáma · e6 černý pěšec · f6 černý pěšec · c5 bílý král · e5 černý král · f5 černý věž · d4 bílý pěšec · e4 černý pěšec · f4 černý střelec · e2 černý střelec | b7 černý dáma · e6 černý pěšec · f6 černý pěšec · c5 bílý král · e5 černý král · f5 černý věž · d4 bílý pěšec · e4 černý pěšec · f4 černý střelec · e2 černý střelec | b7 černý dáma · e6 černý pěšec · f6 černý pěšec · c5 bílý král · e5 černý král · f5 černý věž · d4 bílý pěšec · e4 černý pěšec · f4 černý střelec · e2 černý střelec | 6 |
| 5 | b7 černý dáma · e6 černý pěšec · f6 černý pěšec · c5 bílý král · e5 černý král · f5 černý věž · d4 bílý pěšec · e4 černý pěšec · f4 černý střelec · e2 černý střelec | b7 černý dáma · e6 černý pěšec · f6 černý pěšec · c5 bílý král · e5 černý král · f5 černý věž · d4 bílý pěšec · e4 černý pěšec · f4 černý střelec · e2 černý střelec | b7 černý dáma · e6 černý pěšec · f6 černý pěšec · c5 bílý král · e5 černý král · f5 černý věž · d4 bílý pěšec · e4 černý pěšec · f4 černý střelec · e2 černý střelec | b7 černý dáma · e6 černý pěšec · f6 černý pěšec · c5 bílý král · e5 černý král · f5 černý věž · d4 bílý pěšec · e4 černý pěšec · f4 černý střelec · e2 černý střelec | b7 černý dáma · e6 černý pěšec · f6 černý pěšec · c5 bílý král · e5 černý král · f5 černý věž · d4 bílý pěšec · e4 černý pěšec · f4 černý střelec · e2 černý střelec | b7 černý dáma · e6 černý pěšec · f6 černý pěšec · c5 bílý král · e5 černý král · f5 černý věž · d4 bílý pěšec · e4 černý pěšec · f4 černý střelec · e2 černý střelec | b7 černý dáma · e6 černý pěšec · f6 černý pěšec · c5 bílý král · e5 černý král · f5 černý věž · d4 bílý pěšec · e4 černý pěšec · f4 černý střelec · e2 černý střelec | b7 černý dáma · e6 černý pěšec · f6 černý pěšec · c5 bílý král · e5 černý král · f5 černý věž · d4 bílý pěšec · e4 černý pěšec · f4 černý střelec · e2 černý střelec | 5 |
| 4 | b7 černý dáma · e6 černý pěšec · f6 černý pěšec · c5 bílý král · e5 černý král · f5 černý věž · d4 bílý pěšec · e4 černý pěšec · f4 černý střelec · e2 černý střelec | b7 černý dáma · e6 černý pěšec · f6 černý pěšec · c5 bílý král · e5 černý král · f5 černý věž · d4 bílý pěšec · e4 černý pěšec · f4 černý střelec · e2 černý střelec | b7 černý dáma · e6 černý pěšec · f6 černý pěšec · c5 bílý král · e5 černý král · f5 černý věž · d4 bílý pěšec · e4 černý pěšec · f4 černý střelec · e2 černý střelec | b7 černý dáma · e6 černý pěšec · f6 černý pěšec · c5 bílý král · e5 černý král · f5 černý věž · d4 bílý pěšec · e4 černý pěšec · f4 černý střelec · e2 černý střelec | b7 černý dáma · e6 černý pěšec · f6 černý pěšec · c5 bílý král · e5 černý král · f5 černý věž · d4 bílý pěšec · e4 černý pěšec · f4 černý střelec · e2 černý střelec | b7 černý dáma · e6 černý pěšec · f6 černý pěšec · c5 bílý král · e5 černý král · f5 černý věž · d4 bílý pěšec · e4 černý pěšec · f4 černý střelec · e2 černý střelec | b7 černý dáma · e6 černý pěšec · f6 černý pěšec · c5 bílý král · e5 černý král · f5 černý věž · d4 bílý pěšec · e4 černý pěšec · f4 černý střelec · e2 černý střelec | b7 černý dáma · e6 černý pěšec · f6 černý pěšec · c5 bílý král · e5 černý král · f5 černý věž · d4 bílý pěšec · e4 černý pěšec · f4 černý střelec · e2 černý střelec | 4 |
| 3 | b7 černý dáma · e6 černý pěšec · f6 černý pěšec · c5 bílý král · e5 černý král · f5 černý věž · d4 bílý pěšec · e4 černý pěšec · f4 černý střelec · e2 černý střelec | b7 černý dáma · e6 černý pěšec · f6 černý pěšec · c5 bílý král · e5 černý král · f5 černý věž · d4 bílý pěšec · e4 černý pěšec · f4 černý střelec · e2 černý střelec | b7 černý dáma · e6 černý pěšec · f6 černý pěšec · c5 bílý král · e5 černý král · f5 černý věž · d4 bílý pěšec · e4 černý pěšec · f4 černý střelec · e2 černý střelec | b7 černý dáma · e6 černý pěšec · f6 černý pěšec · c5 bílý král · e5 černý král · f5 černý věž · d4 bílý pěšec · e4 černý pěšec · f4 černý střelec · e2 černý střelec | b7 černý dáma · e6 černý pěšec · f6 černý pěšec · c5 bílý král · e5 černý král · f5 černý věž · d4 bílý pěšec · e4 černý pěšec · f4 černý střelec · e2 černý střelec | b7 černý dáma · e6 černý pěšec · f6 černý pěšec · c5 bílý král · e5 černý král · f5 černý věž · d4 bílý pěšec · e4 černý pěšec · f4 černý střelec · e2 černý střelec | b7 černý dáma · e6 černý pěšec · f6 černý pěšec · c5 bílý král · e5 černý král · f5 černý věž · d4 bílý pěšec · e4 černý pěšec · f4 černý střelec · e2 černý střelec | b7 černý dáma · e6 černý pěšec · f6 černý pěšec · c5 bílý král · e5 černý král · f5 černý věž · d4 bílý pěšec · e4 černý pěšec · f4 černý střelec · e2 černý střelec | 3 |
| 2 | b7 černý dáma · e6 černý pěšec · f6 černý pěšec · c5 bílý král · e5 černý král · f5 černý věž · d4 bílý pěšec · e4 černý pěšec · f4 černý střelec · e2 černý střelec | b7 černý dáma · e6 černý pěšec · f6 černý pěšec · c5 bílý král · e5 černý král · f5 černý věž · d4 bílý pěšec · e4 černý pěšec · f4 černý střelec · e2 černý střelec | b7 černý dáma · e6 černý pěšec · f6 černý pěšec · c5 bílý král · e5 černý král · f5 černý věž · d4 bílý pěšec · e4 černý pěšec · f4 černý střelec · e2 černý střelec | b7 černý dáma · e6 černý pěšec · f6 černý pěšec · c5 bílý král · e5 černý král · f5 černý věž · d4 bílý pěšec · e4 černý pěšec · f4 černý střelec · e2 černý střelec | b7 černý dáma · e6 černý pěšec · f6 černý pěšec · c5 bílý král · e5 černý král · f5 černý věž · d4 bílý pěšec · e4 černý pěšec · f4 černý střelec · e2 černý střelec | b7 černý dáma · e6 černý pěšec · f6 černý pěšec · c5 bílý král · e5 černý král · f5 černý věž · d4 bílý pěšec · e4 černý pěšec · f4 černý střelec · e2 černý střelec | b7 černý dáma · e6 černý pěšec · f6 černý pěšec · c5 bílý král · e5 černý král · f5 černý věž · d4 bílý pěšec · e4 černý pěšec · f4 černý střelec · e2 černý střelec | b7 černý dáma · e6 černý pěšec · f6 černý pěšec · c5 bílý král · e5 černý král · f5 černý věž · d4 bílý pěšec · e4 černý pěšec · f4 černý střelec · e2 černý střelec | 2 |
| 1 | b7 černý dáma · e6 černý pěšec · f6 černý pěšec · c5 bílý král · e5 černý král · f5 černý věž · d4 bílý pěšec · e4 černý pěšec · f4 černý střelec · e2 černý střelec | b7 černý dáma · e6 černý pěšec · f6 černý pěšec · c5 bílý král · e5 černý král · f5 černý věž · d4 bílý pěšec · e4 černý pěšec · f4 černý střelec · e2 černý střelec | b7 černý dáma · e6 černý pěšec · f6 černý pěšec · c5 bílý král · e5 černý král · f5 černý věž · d4 bílý pěšec · e4 černý pěšec · f4 černý střelec · e2 černý střelec | b7 černý dáma · e6 černý pěšec · f6 černý pěšec · c5 bílý král · e5 černý král · f5 černý věž · d4 bílý pěšec · e4 černý pěšec · f4 černý střelec · e2 černý střelec | b7 černý dáma · e6 černý pěšec · f6 černý pěšec · c5 bílý král · e5 černý král · f5 černý věž · d4 bílý pěšec · e4 černý pěšec · f4 černý střelec · e2 černý střelec | b7 černý dáma · e6 černý pěšec · f6 černý pěšec · c5 bílý král · e5 černý král · f5 černý věž · d4 bílý pěšec · e4 černý pěšec · f4 černý střelec · e2 černý střelec | b7 černý dáma · e6 černý pěšec · f6 černý pěšec · c5 bílý král · e5 černý král · f5 černý věž · d4 bílý pěšec · e4 černý pěšec · f4 černý střelec · e2 černý střelec | b7 černý dáma · e6 černý pěšec · f6 černý pěšec · c5 bílý král · e5 černý král · f5 černý věž · d4 bílý pěšec · e4 černý pěšec · f4 černý střelec · e2 černý střelec | 1 |
|   | a | b | c | d | e | f | g | h |   |

Úvodním tahem vedoucím k řešení je překvapivá oběť Vb7.
Řešení:
1. Vb7! Dxb7
2. Sxg6+ Kxg6
3. Dg8+ Kxf5
4. Dg4+ Ke5
5. Dh5+ Vf5
6. f4+ Sxf4
7. Dxe2+ Sxe2
8. Ve4+ dxe4
9. d4 #

## Turnajové úspěchy
Konrad Bayer sklízel se svými šachovými kompozicemi úspěchy na mezinárodní scéně a zvítězil na většině významných skladatelských turnajů uspořádaných v 50. až 70. letech 19. století. Nejčastěji bývá citováno jeho vůbec první vítězství, které zaznamenal na turnaji listu The Era roku 1856.

### Turnaj listu The Era
|   | a | b | c | d | e | f | g | h |   |
| 8 | b8 černý věž · g8 černý střelec · b7 černý pěšec · f7 černý jezdec · g7 bílý střelec · b6 bílý král · c6 černý pěšec · d6 bílý jezdec · e6 bílý střelec · f6 bílý věž · g6 bílý pěšec · b5 černý pěšec · e5 černý král · a4 bílý pěšec · f4 černý pěšec · g4 bílý pěšec · d3 černý pěšec · f3 bílý pěšec · b2 bílý pěšec · e2 černý pěšec · a1 černý věž · d1 černý dáma · f1 černý jezdec | b8 černý věž · g8 černý střelec · b7 černý pěšec · f7 černý jezdec · g7 bílý střelec · b6 bílý král · c6 černý pěšec · d6 bílý jezdec · e6 bílý střelec · f6 bílý věž · g6 bílý pěšec · b5 černý pěšec · e5 černý král · a4 bílý pěšec · f4 černý pěšec · g4 bílý pěšec · d3 černý pěšec · f3 bílý pěšec · b2 bílý pěšec · e2 černý pěšec · a1 černý věž · d1 černý dáma · f1 černý jezdec | b8 černý věž · g8 černý střelec · b7 černý pěšec · f7 černý jezdec · g7 bílý střelec · b6 bílý král · c6 černý pěšec · d6 bílý jezdec · e6 bílý střelec · f6 bílý věž · g6 bílý pěšec · b5 černý pěšec · e5 černý král · a4 bílý pěšec · f4 černý pěšec · g4 bílý pěšec · d3 černý pěšec · f3 bílý pěšec · b2 bílý pěšec · e2 černý pěšec · a1 černý věž · d1 černý dáma · f1 černý jezdec | b8 černý věž · g8 černý střelec · b7 černý pěšec · f7 černý jezdec · g7 bílý střelec · b6 bílý král · c6 černý pěšec · d6 bílý jezdec · e6 bílý střelec · f6 bílý věž · g6 bílý pěšec · b5 černý pěšec · e5 černý král · a4 bílý pěšec · f4 černý pěšec · g4 bílý pěšec · d3 černý pěšec · f3 bílý pěšec · b2 bílý pěšec · e2 černý pěšec · a1 černý věž · d1 černý dáma · f1 černý jezdec | b8 černý věž · g8 černý střelec · b7 černý pěšec · f7 černý jezdec · g7 bílý střelec · b6 bílý král · c6 černý pěšec · d6 bílý jezdec · e6 bílý střelec · f6 bílý věž · g6 bílý pěšec · b5 černý pěšec · e5 černý král · a4 bílý pěšec · f4 černý pěšec · g4 bílý pěšec · d3 černý pěšec · f3 bílý pěšec · b2 bílý pěšec · e2 černý pěšec · a1 černý věž · d1 černý dáma · f1 černý jezdec | b8 černý věž · g8 černý střelec · b7 černý pěšec · f7 černý jezdec · g7 bílý střelec · b6 bílý král · c6 černý pěšec · d6 bílý jezdec · e6 bílý střelec · f6 bílý věž · g6 bílý pěšec · b5 černý pěšec · e5 černý král · a4 bílý pěšec · f4 černý pěšec · g4 bílý pěšec · d3 černý pěšec · f3 bílý pěšec · b2 bílý pěšec · e2 černý pěšec · a1 černý věž · d1 černý dáma · f1 černý jezdec | b8 černý věž · g8 černý střelec · b7 černý pěšec · f7 černý jezdec · g7 bílý střelec · b6 bílý král · c6 černý pěšec · d6 bílý jezdec · e6 bílý střelec · f6 bílý věž · g6 bílý pěšec · b5 černý pěšec · e5 černý král · a4 bílý pěšec · f4 černý pěšec · g4 bílý pěšec · d3 černý pěšec · f3 bílý pěšec · b2 bílý pěšec · e2 černý pěšec · a1 černý věž · d1 černý dáma · f1 černý jezdec | b8 černý věž · g8 černý střelec · b7 černý pěšec · f7 černý jezdec · g7 bílý střelec · b6 bílý král · c6 černý pěšec · d6 bílý jezdec · e6 bílý střelec · f6 bílý věž · g6 bílý pěšec · b5 černý pěšec · e5 černý král · a4 bílý pěšec · f4 černý pěšec · g4 bílý pěšec · d3 černý pěšec · f3 bílý pěšec · b2 bílý pěšec · e2 černý pěšec · a1 černý věž · d1 černý dáma · f1 černý jezdec | 8 |
| 7 | b8 černý věž · g8 černý střelec · b7 černý pěšec · f7 černý jezdec · g7 bílý střelec · b6 bílý král · c6 černý pěšec · d6 bílý jezdec · e6 bílý střelec · f6 bílý věž · g6 bílý pěšec · b5 černý pěšec · e5 černý král · a4 bílý pěšec · f4 černý pěšec · g4 bílý pěšec · d3 černý pěšec · f3 bílý pěšec · b2 bílý pěšec · e2 černý pěšec · a1 černý věž · d1 černý dáma · f1 černý jezdec | b8 černý věž · g8 černý střelec · b7 černý pěšec · f7 černý jezdec · g7 bílý střelec · b6 bílý král · c6 černý pěšec · d6 bílý jezdec · e6 bílý střelec · f6 bílý věž · g6 bílý pěšec · b5 černý pěšec · e5 černý král · a4 bílý pěšec · f4 černý pěšec · g4 bílý pěšec · d3 černý pěšec · f3 bílý pěšec · b2 bílý pěšec · e2 černý pěšec · a1 černý věž · d1 černý dáma · f1 černý jezdec | b8 černý věž · g8 černý střelec · b7 černý pěšec · f7 černý jezdec · g7 bílý střelec · b6 bílý král · c6 černý pěšec · d6 bílý jezdec · e6 bílý střelec · f6 bílý věž · g6 bílý pěšec · b5 černý pěšec · e5 černý král · a4 bílý pěšec · f4 černý pěšec · g4 bílý pěšec · d3 černý pěšec · f3 bílý pěšec · b2 bílý pěšec · e2 černý pěšec · a1 černý věž · d1 černý dáma · f1 černý jezdec | b8 černý věž · g8 černý střelec · b7 černý pěšec · f7 černý jezdec · g7 bílý střelec · b6 bílý král · c6 černý pěšec · d6 bílý jezdec · e6 bílý střelec · f6 bílý věž · g6 bílý pěšec · b5 černý pěšec · e5 černý král · a4 bílý pěšec · f4 černý pěšec · g4 bílý pěšec · d3 černý pěšec · f3 bílý pěšec · b2 bílý pěšec · e2 černý pěšec · a1 černý věž · d1 černý dáma · f1 černý jezdec | b8 černý věž · g8 černý střelec · b7 černý pěšec · f7 černý jezdec · g7 bílý střelec · b6 bílý král · c6 černý pěšec · d6 bílý jezdec · e6 bílý střelec · f6 bílý věž · g6 bílý pěšec · b5 černý pěšec · e5 černý král · a4 bílý pěšec · f4 černý pěšec · g4 bílý pěšec · d3 černý pěšec · f3 bílý pěšec · b2 bílý pěšec · e2 černý pěšec · a1 černý věž · d1 černý dáma · f1 černý jezdec | b8 černý věž · g8 černý střelec · b7 černý pěšec · f7 černý jezdec · g7 bílý střelec · b6 bílý král · c6 černý pěšec · d6 bílý jezdec · e6 bílý střelec · f6 bílý věž · g6 bílý pěšec · b5 černý pěšec · e5 černý král · a4 bílý pěšec · f4 černý pěšec · g4 bílý pěšec · d3 černý pěšec · f3 bílý pěšec · b2 bílý pěšec · e2 černý pěšec · a1 černý věž · d1 černý dáma · f1 černý jezdec | b8 černý věž · g8 černý střelec · b7 černý pěšec · f7 černý jezdec · g7 bílý střelec · b6 bílý král · c6 černý pěšec · d6 bílý jezdec · e6 bílý střelec · f6 bílý věž · g6 bílý pěšec · b5 černý pěšec · e5 černý král · a4 bílý pěšec · f4 černý pěšec · g4 bílý pěšec · d3 černý pěšec · f3 bílý pěšec · b2 bílý pěšec · e2 černý pěšec · a1 černý věž · d1 černý dáma · f1 černý jezdec | b8 černý věž · g8 černý střelec · b7 černý pěšec · f7 černý jezdec · g7 bílý střelec · b6 bílý král · c6 černý pěšec · d6 bílý jezdec · e6 bílý střelec · f6 bílý věž · g6 bílý pěšec · b5 černý pěšec · e5 černý král · a4 bílý pěšec · f4 černý pěšec · g4 bílý pěšec · d3 černý pěšec · f3 bílý pěšec · b2 bílý pěšec · e2 černý pěšec · a1 černý věž · d1 černý dáma · f1 černý jezdec | 7 |
| 6 | b8 černý věž · g8 černý střelec · b7 černý pěšec · f7 černý jezdec · g7 bílý střelec · b6 bílý král · c6 černý pěšec · d6 bílý jezdec · e6 bílý střelec · f6 bílý věž · g6 bílý pěšec · b5 černý pěšec · e5 černý král · a4 bílý pěšec · f4 černý pěšec · g4 bílý pěšec · d3 černý pěšec · f3 bílý pěšec · b2 bílý pěšec · e2 černý pěšec · a1 černý věž · d1 černý dáma · f1 černý jezdec | b8 černý věž · g8 černý střelec · b7 černý pěšec · f7 černý jezdec · g7 bílý střelec · b6 bílý král · c6 černý pěšec · d6 bílý jezdec · e6 bílý střelec · f6 bílý věž · g6 bílý pěšec · b5 černý pěšec · e5 černý král · a4 bílý pěšec · f4 černý pěšec · g4 bílý pěšec · d3 černý pěšec · f3 bílý pěšec · b2 bílý pěšec · e2 černý pěšec · a1 černý věž · d1 černý dáma · f1 černý jezdec | b8 černý věž · g8 černý střelec · b7 černý pěšec · f7 černý jezdec · g7 bílý střelec · b6 bílý král · c6 černý pěšec · d6 bílý jezdec · e6 bílý střelec · f6 bílý věž · g6 bílý pěšec · b5 černý pěšec · e5 černý král · a4 bílý pěšec · f4 černý pěšec · g4 bílý pěšec · d3 černý pěšec · f3 bílý pěšec · b2 bílý pěšec · e2 černý pěšec · a1 černý věž · d1 černý dáma · f1 černý jezdec | b8 černý věž · g8 černý střelec · b7 černý pěšec · f7 černý jezdec · g7 bílý střelec · b6 bílý král · c6 černý pěšec · d6 bílý jezdec · e6 bílý střelec · f6 bílý věž · g6 bílý pěšec · b5 černý pěšec · e5 černý král · a4 bílý pěšec · f4 černý pěšec · g4 bílý pěšec · d3 černý pěšec · f3 bílý pěšec · b2 bílý pěšec · e2 černý pěšec · a1 černý věž · d1 černý dáma · f1 černý jezdec | b8 černý věž · g8 černý střelec · b7 černý pěšec · f7 černý jezdec · g7 bílý střelec · b6 bílý král · c6 černý pěšec · d6 bílý jezdec · e6 bílý střelec · f6 bílý věž · g6 bílý pěšec · b5 černý pěšec · e5 černý král · a4 bílý pěšec · f4 černý pěšec · g4 bílý pěšec · d3 černý pěšec · f3 bílý pěšec · b2 bílý pěšec · e2 černý pěšec · a1 černý věž · d1 černý dáma · f1 černý jezdec | b8 černý věž · g8 černý střelec · b7 černý pěšec · f7 černý jezdec · g7 bílý střelec · b6 bílý král · c6 černý pěšec · d6 bílý jezdec · e6 bílý střelec · f6 bílý věž · g6 bílý pěšec · b5 černý pěšec · e5 černý král · a4 bílý pěšec · f4 černý pěšec · g4 bílý pěšec · d3 černý pěšec · f3 bílý pěšec · b2 bílý pěšec · e2 černý pěšec · a1 černý věž · d1 černý dáma · f1 černý jezdec | b8 černý věž · g8 černý střelec · b7 černý pěšec · f7 černý jezdec · g7 bílý střelec · b6 bílý král · c6 černý pěšec · d6 bílý jezdec · e6 bílý střelec · f6 bílý věž · g6 bílý pěšec · b5 černý pěšec · e5 černý král · a4 bílý pěšec · f4 černý pěšec · g4 bílý pěšec · d3 černý pěšec · f3 bílý pěšec · b2 bílý pěšec · e2 černý pěšec · a1 černý věž · d1 černý dáma · f1 černý jezdec | b8 černý věž · g8 černý střelec · b7 černý pěšec · f7 černý jezdec · g7 bílý střelec · b6 bílý král · c6 černý pěšec · d6 bílý jezdec · e6 bílý střelec · f6 bílý věž · g6 bílý pěšec · b5 černý pěšec · e5 černý král · a4 bílý pěšec · f4 černý pěšec · g4 bílý pěšec · d3 černý pěšec · f3 bílý pěšec · b2 bílý pěšec · e2 černý pěšec · a1 černý věž · d1 černý dáma · f1 černý jezdec | 6 |
| 5 | b8 černý věž · g8 černý střelec · b7 černý pěšec · f7 černý jezdec · g7 bílý střelec · b6 bílý král · c6 černý pěšec · d6 bílý jezdec · e6 bílý střelec · f6 bílý věž · g6 bílý pěšec · b5 černý pěšec · e5 černý král · a4 bílý pěšec · f4 černý pěšec · g4 bílý pěšec · d3 černý pěšec · f3 bílý pěšec · b2 bílý pěšec · e2 černý pěšec · a1 černý věž · d1 černý dáma · f1 černý jezdec | b8 černý věž · g8 černý střelec · b7 černý pěšec · f7 černý jezdec · g7 bílý střelec · b6 bílý král · c6 černý pěšec · d6 bílý jezdec · e6 bílý střelec · f6 bílý věž · g6 bílý pěšec · b5 černý pěšec · e5 černý král · a4 bílý pěšec · f4 černý pěšec · g4 bílý pěšec · d3 černý pěšec · f3 bílý pěšec · b2 bílý pěšec · e2 černý pěšec · a1 černý věž · d1 černý dáma · f1 černý jezdec | b8 černý věž · g8 černý střelec · b7 černý pěšec · f7 černý jezdec · g7 bílý střelec · b6 bílý král · c6 černý pěšec · d6 bílý jezdec · e6 bílý střelec · f6 bílý věž · g6 bílý pěšec · b5 černý pěšec · e5 černý král · a4 bílý pěšec · f4 černý pěšec · g4 bílý pěšec · d3 černý pěšec · f3 bílý pěšec · b2 bílý pěšec · e2 černý pěšec · a1 černý věž · d1 černý dáma · f1 černý jezdec | b8 černý věž · g8 černý střelec · b7 černý pěšec · f7 černý jezdec · g7 bílý střelec · b6 bílý král · c6 černý pěšec · d6 bílý jezdec · e6 bílý střelec · f6 bílý věž · g6 bílý pěšec · b5 černý pěšec · e5 černý král · a4 bílý pěšec · f4 černý pěšec · g4 bílý pěšec · d3 černý pěšec · f3 bílý pěšec · b2 bílý pěšec · e2 černý pěšec · a1 černý věž · d1 černý dáma · f1 černý jezdec | b8 černý věž · g8 černý střelec · b7 černý pěšec · f7 černý jezdec · g7 bílý střelec · b6 bílý král · c6 černý pěšec · d6 bílý jezdec · e6 bílý střelec · f6 bílý věž · g6 bílý pěšec · b5 černý pěšec · e5 černý král · a4 bílý pěšec · f4 černý pěšec · g4 bílý pěšec · d3 černý pěšec · f3 bílý pěšec · b2 bílý pěšec · e2 černý pěšec · a1 černý věž · d1 černý dáma · f1 černý jezdec | b8 černý věž · g8 černý střelec · b7 černý pěšec · f7 černý jezdec · g7 bílý střelec · b6 bílý král · c6 černý pěšec · d6 bílý jezdec · e6 bílý střelec · f6 bílý věž · g6 bílý pěšec · b5 černý pěšec · e5 černý král · a4 bílý pěšec · f4 černý pěšec · g4 bílý pěšec · d3 černý pěšec · f3 bílý pěšec · b2 bílý pěšec · e2 černý pěšec · a1 černý věž · d1 černý dáma · f1 černý jezdec | b8 černý věž · g8 černý střelec · b7 černý pěšec · f7 černý jezdec · g7 bílý střelec · b6 bílý král · c6 černý pěšec · d6 bílý jezdec · e6 bílý střelec · f6 bílý věž · g6 bílý pěšec · b5 černý pěšec · e5 černý král · a4 bílý pěšec · f4 černý pěšec · g4 bílý pěšec · d3 černý pěšec · f3 bílý pěšec · b2 bílý pěšec · e2 černý pěšec · a1 černý věž · d1 černý dáma · f1 černý jezdec | b8 černý věž · g8 černý střelec · b7 černý pěšec · f7 černý jezdec · g7 bílý střelec · b6 bílý král · c6 černý pěšec · d6 bílý jezdec · e6 bílý střelec · f6 bílý věž · g6 bílý pěšec · b5 černý pěšec · e5 černý král · a4 bílý pěšec · f4 černý pěšec · g4 bílý pěšec · d3 černý pěšec · f3 bílý pěšec · b2 bílý pěšec · e2 černý pěšec · a1 černý věž · d1 černý dáma · f1 černý jezdec | 5 |
| 4 | b8 černý věž · g8 černý střelec · b7 černý pěšec · f7 černý jezdec · g7 bílý střelec · b6 bílý král · c6 černý pěšec · d6 bílý jezdec · e6 bílý střelec · f6 bílý věž · g6 bílý pěšec · b5 černý pěšec · e5 černý král · a4 bílý pěšec · f4 černý pěšec · g4 bílý pěšec · d3 černý pěšec · f3 bílý pěšec · b2 bílý pěšec · e2 černý pěšec · a1 černý věž · d1 černý dáma · f1 černý jezdec | b8 černý věž · g8 černý střelec · b7 černý pěšec · f7 černý jezdec · g7 bílý střelec · b6 bílý král · c6 černý pěšec · d6 bílý jezdec · e6 bílý střelec · f6 bílý věž · g6 bílý pěšec · b5 černý pěšec · e5 černý král · a4 bílý pěšec · f4 černý pěšec · g4 bílý pěšec · d3 černý pěšec · f3 bílý pěšec · b2 bílý pěšec · e2 černý pěšec · a1 černý věž · d1 černý dáma · f1 černý jezdec | b8 černý věž · g8 černý střelec · b7 černý pěšec · f7 černý jezdec · g7 bílý střelec · b6 bílý král · c6 černý pěšec · d6 bílý jezdec · e6 bílý střelec · f6 bílý věž · g6 bílý pěšec · b5 černý pěšec · e5 černý král · a4 bílý pěšec · f4 černý pěšec · g4 bílý pěšec · d3 černý pěšec · f3 bílý pěšec · b2 bílý pěšec · e2 černý pěšec · a1 černý věž · d1 černý dáma · f1 černý jezdec | b8 černý věž · g8 černý střelec · b7 černý pěšec · f7 černý jezdec · g7 bílý střelec · b6 bílý král · c6 černý pěšec · d6 bílý jezdec · e6 bílý střelec · f6 bílý věž · g6 bílý pěšec · b5 černý pěšec · e5 černý král · a4 bílý pěšec · f4 černý pěšec · g4 bílý pěšec · d3 černý pěšec · f3 bílý pěšec · b2 bílý pěšec · e2 černý pěšec · a1 černý věž · d1 černý dáma · f1 černý jezdec | b8 černý věž · g8 černý střelec · b7 černý pěšec · f7 černý jezdec · g7 bílý střelec · b6 bílý král · c6 černý pěšec · d6 bílý jezdec · e6 bílý střelec · f6 bílý věž · g6 bílý pěšec · b5 černý pěšec · e5 černý král · a4 bílý pěšec · f4 černý pěšec · g4 bílý pěšec · d3 černý pěšec · f3 bílý pěšec · b2 bílý pěšec · e2 černý pěšec · a1 černý věž · d1 černý dáma · f1 černý jezdec | b8 černý věž · g8 černý střelec · b7 černý pěšec · f7 černý jezdec · g7 bílý střelec · b6 bílý král · c6 černý pěšec · d6 bílý jezdec · e6 bílý střelec · f6 bílý věž · g6 bílý pěšec · b5 černý pěšec · e5 černý král · a4 bílý pěšec · f4 černý pěšec · g4 bílý pěšec · d3 černý pěšec · f3 bílý pěšec · b2 bílý pěšec · e2 černý pěšec · a1 černý věž · d1 černý dáma · f1 černý jezdec | b8 černý věž · g8 černý střelec · b7 černý pěšec · f7 černý jezdec · g7 bílý střelec · b6 bílý král · c6 černý pěšec · d6 bílý jezdec · e6 bílý střelec · f6 bílý věž · g6 bílý pěšec · b5 černý pěšec · e5 černý král · a4 bílý pěšec · f4 černý pěšec · g4 bílý pěšec · d3 černý pěšec · f3 bílý pěšec · b2 bílý pěšec · e2 černý pěšec · a1 černý věž · d1 černý dáma · f1 černý jezdec | b8 černý věž · g8 černý střelec · b7 černý pěšec · f7 černý jezdec · g7 bílý střelec · b6 bílý král · c6 černý pěšec · d6 bílý jezdec · e6 bílý střelec · f6 bílý věž · g6 bílý pěšec · b5 černý pěšec · e5 černý král · a4 bílý pěšec · f4 černý pěšec · g4 bílý pěšec · d3 černý pěšec · f3 bílý pěšec · b2 bílý pěšec · e2 černý pěšec · a1 černý věž · d1 černý dáma · f1 černý jezdec | 4 |
| 3 | b8 černý věž · g8 černý střelec · b7 černý pěšec · f7 černý jezdec · g7 bílý střelec · b6 bílý král · c6 černý pěšec · d6 bílý jezdec · e6 bílý střelec · f6 bílý věž · g6 bílý pěšec · b5 černý pěšec · e5 černý král · a4 bílý pěšec · f4 černý pěšec · g4 bílý pěšec · d3 černý pěšec · f3 bílý pěšec · b2 bílý pěšec · e2 černý pěšec · a1 černý věž · d1 černý dáma · f1 černý jezdec | b8 černý věž · g8 černý střelec · b7 černý pěšec · f7 černý jezdec · g7 bílý střelec · b6 bílý král · c6 černý pěšec · d6 bílý jezdec · e6 bílý střelec · f6 bílý věž · g6 bílý pěšec · b5 černý pěšec · e5 černý král · a4 bílý pěšec · f4 černý pěšec · g4 bílý pěšec · d3 černý pěšec · f3 bílý pěšec · b2 bílý pěšec · e2 černý pěšec · a1 černý věž · d1 černý dáma · f1 černý jezdec | b8 černý věž · g8 černý střelec · b7 černý pěšec · f7 černý jezdec · g7 bílý střelec · b6 bílý král · c6 černý pěšec · d6 bílý jezdec · e6 bílý střelec · f6 bílý věž · g6 bílý pěšec · b5 černý pěšec · e5 černý král · a4 bílý pěšec · f4 černý pěšec · g4 bílý pěšec · d3 černý pěšec · f3 bílý pěšec · b2 bílý pěšec · e2 černý pěšec · a1 černý věž · d1 černý dáma · f1 černý jezdec | b8 černý věž · g8 černý střelec · b7 černý pěšec · f7 černý jezdec · g7 bílý střelec · b6 bílý král · c6 černý pěšec · d6 bílý jezdec · e6 bílý střelec · f6 bílý věž · g6 bílý pěšec · b5 černý pěšec · e5 černý král · a4 bílý pěšec · f4 černý pěšec · g4 bílý pěšec · d3 černý pěšec · f3 bílý pěšec · b2 bílý pěšec · e2 černý pěšec · a1 černý věž · d1 černý dáma · f1 černý jezdec | b8 černý věž · g8 černý střelec · b7 černý pěšec · f7 černý jezdec · g7 bílý střelec · b6 bílý král · c6 černý pěšec · d6 bílý jezdec · e6 bílý střelec · f6 bílý věž · g6 bílý pěšec · b5 černý pěšec · e5 černý král · a4 bílý pěšec · f4 černý pěšec · g4 bílý pěšec · d3 černý pěšec · f3 bílý pěšec · b2 bílý pěšec · e2 černý pěšec · a1 černý věž · d1 černý dáma · f1 černý jezdec | b8 černý věž · g8 černý střelec · b7 černý pěšec · f7 černý jezdec · g7 bílý střelec · b6 bílý král · c6 černý pěšec · d6 bílý jezdec · e6 bílý střelec · f6 bílý věž · g6 bílý pěšec · b5 černý pěšec · e5 černý král · a4 bílý pěšec · f4 černý pěšec · g4 bílý pěšec · d3 černý pěšec · f3 bílý pěšec · b2 bílý pěšec · e2 černý pěšec · a1 černý věž · d1 černý dáma · f1 černý jezdec | b8 černý věž · g8 černý střelec · b7 černý pěšec · f7 černý jezdec · g7 bílý střelec · b6 bílý král · c6 černý pěšec · d6 bílý jezdec · e6 bílý střelec · f6 bílý věž · g6 bílý pěšec · b5 černý pěšec · e5 černý král · a4 bílý pěšec · f4 černý pěšec · g4 bílý pěšec · d3 černý pěšec · f3 bílý pěšec · b2 bílý pěšec · e2 černý pěšec · a1 černý věž · d1 černý dáma · f1 černý jezdec | b8 černý věž · g8 černý střelec · b7 černý pěšec · f7 černý jezdec · g7 bílý střelec · b6 bílý král · c6 černý pěšec · d6 bílý jezdec · e6 bílý střelec · f6 bílý věž · g6 bílý pěšec · b5 černý pěšec · e5 černý král · a4 bílý pěšec · f4 černý pěšec · g4 bílý pěšec · d3 černý pěšec · f3 bílý pěšec · b2 bílý pěšec · e2 černý pěšec · a1 černý věž · d1 černý dáma · f1 černý jezdec | 3 |
| 2 | b8 černý věž · g8 černý střelec · b7 černý pěšec · f7 černý jezdec · g7 bílý střelec · b6 bílý král · c6 černý pěšec · d6 bílý jezdec · e6 bílý střelec · f6 bílý věž · g6 bílý pěšec · b5 černý pěšec · e5 černý král · a4 bílý pěšec · f4 černý pěšec · g4 bílý pěšec · d3 černý pěšec · f3 bílý pěšec · b2 bílý pěšec · e2 černý pěšec · a1 černý věž · d1 černý dáma · f1 černý jezdec | b8 černý věž · g8 černý střelec · b7 černý pěšec · f7 černý jezdec · g7 bílý střelec · b6 bílý král · c6 černý pěšec · d6 bílý jezdec · e6 bílý střelec · f6 bílý věž · g6 bílý pěšec · b5 černý pěšec · e5 černý král · a4 bílý pěšec · f4 černý pěšec · g4 bílý pěšec · d3 černý pěšec · f3 bílý pěšec · b2 bílý pěšec · e2 černý pěšec · a1 černý věž · d1 černý dáma · f1 černý jezdec | b8 černý věž · g8 černý střelec · b7 černý pěšec · f7 černý jezdec · g7 bílý střelec · b6 bílý král · c6 černý pěšec · d6 bílý jezdec · e6 bílý střelec · f6 bílý věž · g6 bílý pěšec · b5 černý pěšec · e5 černý král · a4 bílý pěšec · f4 černý pěšec · g4 bílý pěšec · d3 černý pěšec · f3 bílý pěšec · b2 bílý pěšec · e2 černý pěšec · a1 černý věž · d1 černý dáma · f1 černý jezdec | b8 černý věž · g8 černý střelec · b7 černý pěšec · f7 černý jezdec · g7 bílý střelec · b6 bílý král · c6 černý pěšec · d6 bílý jezdec · e6 bílý střelec · f6 bílý věž · g6 bílý pěšec · b5 černý pěšec · e5 černý král · a4 bílý pěšec · f4 černý pěšec · g4 bílý pěšec · d3 černý pěšec · f3 bílý pěšec · b2 bílý pěšec · e2 černý pěšec · a1 černý věž · d1 černý dáma · f1 černý jezdec | b8 černý věž · g8 černý střelec · b7 černý pěšec · f7 černý jezdec · g7 bílý střelec · b6 bílý král · c6 černý pěšec · d6 bílý jezdec · e6 bílý střelec · f6 bílý věž · g6 bílý pěšec · b5 černý pěšec · e5 černý král · a4 bílý pěšec · f4 černý pěšec · g4 bílý pěšec · d3 černý pěšec · f3 bílý pěšec · b2 bílý pěšec · e2 černý pěšec · a1 černý věž · d1 černý dáma · f1 černý jezdec | b8 černý věž · g8 černý střelec · b7 černý pěšec · f7 černý jezdec · g7 bílý střelec · b6 bílý král · c6 černý pěšec · d6 bílý jezdec · e6 bílý střelec · f6 bílý věž · g6 bílý pěšec · b5 černý pěšec · e5 černý král · a4 bílý pěšec · f4 černý pěšec · g4 bílý pěšec · d3 černý pěšec · f3 bílý pěšec · b2 bílý pěšec · e2 černý pěšec · a1 černý věž · d1 černý dáma · f1 černý jezdec | b8 černý věž · g8 černý střelec · b7 černý pěšec · f7 černý jezdec · g7 bílý střelec · b6 bílý král · c6 černý pěšec · d6 bílý jezdec · e6 bílý střelec · f6 bílý věž · g6 bílý pěšec · b5 černý pěšec · e5 černý král · a4 bílý pěšec · f4 černý pěšec · g4 bílý pěšec · d3 černý pěšec · f3 bílý pěšec · b2 bílý pěšec · e2 černý pěšec · a1 černý věž · d1 černý dáma · f1 černý jezdec | b8 černý věž · g8 černý střelec · b7 černý pěšec · f7 černý jezdec · g7 bílý střelec · b6 bílý král · c6 černý pěšec · d6 bílý jezdec · e6 bílý střelec · f6 bílý věž · g6 bílý pěšec · b5 černý pěšec · e5 černý král · a4 bílý pěšec · f4 černý pěšec · g4 bílý pěšec · d3 černý pěšec · f3 bílý pěšec · b2 bílý pěšec · e2 černý pěšec · a1 černý věž · d1 černý dáma · f1 černý jezdec | 2 |
| 1 | b8 černý věž · g8 černý střelec · b7 černý pěšec · f7 černý jezdec · g7 bílý střelec · b6 bílý král · c6 černý pěšec · d6 bílý jezdec · e6 bílý střelec · f6 bílý věž · g6 bílý pěšec · b5 černý pěšec · e5 černý král · a4 bílý pěšec · f4 černý pěšec · g4 bílý pěšec · d3 černý pěšec · f3 bílý pěšec · b2 bílý pěšec · e2 černý pěšec · a1 černý věž · d1 černý dáma · f1 černý jezdec | b8 černý věž · g8 černý střelec · b7 černý pěšec · f7 černý jezdec · g7 bílý střelec · b6 bílý král · c6 černý pěšec · d6 bílý jezdec · e6 bílý střelec · f6 bílý věž · g6 bílý pěšec · b5 černý pěšec · e5 černý král · a4 bílý pěšec · f4 černý pěšec · g4 bílý pěšec · d3 černý pěšec · f3 bílý pěšec · b2 bílý pěšec · e2 černý pěšec · a1 černý věž · d1 černý dáma · f1 černý jezdec | b8 černý věž · g8 černý střelec · b7 černý pěšec · f7 černý jezdec · g7 bílý střelec · b6 bílý král · c6 černý pěšec · d6 bílý jezdec · e6 bílý střelec · f6 bílý věž · g6 bílý pěšec · b5 černý pěšec · e5 černý král · a4 bílý pěšec · f4 černý pěšec · g4 bílý pěšec · d3 černý pěšec · f3 bílý pěšec · b2 bílý pěšec · e2 černý pěšec · a1 černý věž · d1 černý dáma · f1 černý jezdec | b8 černý věž · g8 černý střelec · b7 černý pěšec · f7 černý jezdec · g7 bílý střelec · b6 bílý král · c6 černý pěšec · d6 bílý jezdec · e6 bílý střelec · f6 bílý věž · g6 bílý pěšec · b5 černý pěšec · e5 černý král · a4 bílý pěšec · f4 černý pěšec · g4 bílý pěšec · d3 černý pěšec · f3 bílý pěšec · b2 bílý pěšec · e2 černý pěšec · a1 černý věž · d1 černý dáma · f1 černý jezdec | b8 černý věž · g8 černý střelec · b7 černý pěšec · f7 černý jezdec · g7 bílý střelec · b6 bílý král · c6 černý pěšec · d6 bílý jezdec · e6 bílý střelec · f6 bílý věž · g6 bílý pěšec · b5 černý pěšec · e5 černý král · a4 bílý pěšec · f4 černý pěšec · g4 bílý pěšec · d3 černý pěšec · f3 bílý pěšec · b2 bílý pěšec · e2 černý pěšec · a1 černý věž · d1 černý dáma · f1 černý jezdec | b8 černý věž · g8 černý střelec · b7 černý pěšec · f7 černý jezdec · g7 bílý střelec · b6 bílý král · c6 černý pěšec · d6 bílý jezdec · e6 bílý střelec · f6 bílý věž · g6 bílý pěšec · b5 černý pěšec · e5 černý král · a4 bílý pěšec · f4 černý pěšec · g4 bílý pěšec · d3 černý pěšec · f3 bílý pěšec · b2 bílý pěšec · e2 černý pěšec · a1 černý věž · d1 černý dáma · f1 černý jezdec | b8 černý věž · g8 černý střelec · b7 černý pěšec · f7 černý jezdec · g7 bílý střelec · b6 bílý král · c6 černý pěšec · d6 bílý jezdec · e6 bílý střelec · f6 bílý věž · g6 bílý pěšec · b5 černý pěšec · e5 černý král · a4 bílý pěšec · f4 černý pěšec · g4 bílý pěšec · d3 černý pěšec · f3 bílý pěšec · b2 bílý pěšec · e2 černý pěšec · a1 černý věž · d1 černý dáma · f1 černý jezdec | b8 černý věž · g8 černý střelec · b7 černý pěšec · f7 černý jezdec · g7 bílý střelec · b6 bílý král · c6 černý pěšec · d6 bílý jezdec · e6 bílý střelec · f6 bílý věž · g6 bílý pěšec · b5 černý pěšec · e5 černý král · a4 bílý pěšec · f4 černý pěšec · g4 bílý pěšec · d3 černý pěšec · f3 bílý pěšec · b2 bílý pěšec · e2 černý pěšec · a1 černý věž · d1 černý dáma · f1 černý jezdec | 1 |
|   | a | b | c | d | e | f | g | h |   |

Turnaj uspořádaný britským listem The Era roku 1856 byl jednou z prvních mezinárodních soutěží v kompozičním šachu (a první pokládanou za významnou). Tématem byly přímé maty bez omezení počtu tahů. Klání se zúčastnilo celkem 16 soutěžících z různých evropských zemí. Podle vzpomínek maďarského šachového mistra Johanna Jacoba Löwenthala, který byl pověřen vedením turnaje, dvě sady šachových úloh svou kvalitou vysoce převyšovaly ostatní, a sice sada, jejíž název byl inspirován komedií Williama Shakespeara All is Well that ends Well (česky: „Dobrý konec vše napraví“), jejímž autorem byl Konrad Bayer, a sada nazvaná latinsky Palmam qui Meruit Ferat (česky: „Palmu ať dostane ten, kdo si ji zaslouží.“) od britského problemisty Franka Healeyho.
Výsledky turnaje se uzavíraly po dlouhém zkoumání úloh a s tím spojené debatě až začátkem roku 1857. Zatímco porota byla zcela jednotná v tom, že první dvě místa náleží Healeymu a Bayerovi, názory na to, kdo z nich si zaslouží absolutní vítězství, se lišily a pořadí obou kandidátů bylo předmětem ohnivé diskuse. Nakonec se zdálo, že vítězství bude přiřknuto Franku Healeymu, ovšem v poslední chvíli před uzavřením výsledků si dva rozhodčí v jedné z jeho úloh všimli menší chyby, což rozhodlo o konečném vítězství Konrada Bayera. Frank Healey získal druhou cenu, kterou si však nepřevzal.
Vítězná sada nebyla jediným Bayerovým želízkem v ohni tohoto turnaje. Na čtvrtém místě se umístila sada úloh, na níž se autorsky podílel spolu s Arnoldem Pongráczem z Trnavy, považovaným za prvního slovenského šachového skladatele.

### Některé další turnaje
Dalším skladatelským úspěchem Konrada Bayera byl turnaj konaný během prvního amerického šachového kongresu roku 1857, na němž skončil se svou sadou úloh nesoucí motto Three is the charm na druhém místě za dánským šachovým skladatelem Rudolfem Willmersem.
Mezi favority patřil také na turnaji pořádaném francouzskou šachovou revue Nouvelle Régence roku 1860. Nakonec se o vítězi rozhodovalo mezi ním a domácím skladatelem Théodorem Herlinem. Vítězství si odnesl Bayer, když z osmi porotců šest vyhodnotilo jako nejlepší jeho sadu úloh, jeden hlasoval pro stejné ocenění obou soupeřů a jen jeden pro Herlina.
Roku 1861 se účastnil mezinárodního turnaje pořádaného Britskou šachovou asociací v Bristolu, kde se svou sadou problémů nazvanou Careless of yet striving for honour (česky: „Nestarající se o pocty, a přece po nich toužící“) skončil na druhém místě za Frankem Healeym.
|   | a | b | c | d | e | f | g | h |   |
| 8 | c7 černý dáma · f7 černý pěšec · b6 černý věž · d6 černý střelec · h6 bílý dáma · e5 černý jezdec · a4 černý pěšec · b4 černý pěšec · c4 černý jezdec · d4 černý pěšec · e4 černý král · f4 bílý jezdec · b3 černý pěšec · d3 bílý jezdec · e3 bílý pěšec · g3 černý pěšec · h3 bílý pěšec · g2 bílý pěšec · b1 bílý střelec · e1 bílý král | c7 černý dáma · f7 černý pěšec · b6 černý věž · d6 černý střelec · h6 bílý dáma · e5 černý jezdec · a4 černý pěšec · b4 černý pěšec · c4 černý jezdec · d4 černý pěšec · e4 černý král · f4 bílý jezdec · b3 černý pěšec · d3 bílý jezdec · e3 bílý pěšec · g3 černý pěšec · h3 bílý pěšec · g2 bílý pěšec · b1 bílý střelec · e1 bílý král | c7 černý dáma · f7 černý pěšec · b6 černý věž · d6 černý střelec · h6 bílý dáma · e5 černý jezdec · a4 černý pěšec · b4 černý pěšec · c4 černý jezdec · d4 černý pěšec · e4 černý král · f4 bílý jezdec · b3 černý pěšec · d3 bílý jezdec · e3 bílý pěšec · g3 černý pěšec · h3 bílý pěšec · g2 bílý pěšec · b1 bílý střelec · e1 bílý král | c7 černý dáma · f7 černý pěšec · b6 černý věž · d6 černý střelec · h6 bílý dáma · e5 černý jezdec · a4 černý pěšec · b4 černý pěšec · c4 černý jezdec · d4 černý pěšec · e4 černý král · f4 bílý jezdec · b3 černý pěšec · d3 bílý jezdec · e3 bílý pěšec · g3 černý pěšec · h3 bílý pěšec · g2 bílý pěšec · b1 bílý střelec · e1 bílý král | c7 černý dáma · f7 černý pěšec · b6 černý věž · d6 černý střelec · h6 bílý dáma · e5 černý jezdec · a4 černý pěšec · b4 černý pěšec · c4 černý jezdec · d4 černý pěšec · e4 černý král · f4 bílý jezdec · b3 černý pěšec · d3 bílý jezdec · e3 bílý pěšec · g3 černý pěšec · h3 bílý pěšec · g2 bílý pěšec · b1 bílý střelec · e1 bílý král | c7 černý dáma · f7 černý pěšec · b6 černý věž · d6 černý střelec · h6 bílý dáma · e5 černý jezdec · a4 černý pěšec · b4 černý pěšec · c4 černý jezdec · d4 černý pěšec · e4 černý král · f4 bílý jezdec · b3 černý pěšec · d3 bílý jezdec · e3 bílý pěšec · g3 černý pěšec · h3 bílý pěšec · g2 bílý pěšec · b1 bílý střelec · e1 bílý král | c7 černý dáma · f7 černý pěšec · b6 černý věž · d6 černý střelec · h6 bílý dáma · e5 černý jezdec · a4 černý pěšec · b4 černý pěšec · c4 černý jezdec · d4 černý pěšec · e4 černý král · f4 bílý jezdec · b3 černý pěšec · d3 bílý jezdec · e3 bílý pěšec · g3 černý pěšec · h3 bílý pěšec · g2 bílý pěšec · b1 bílý střelec · e1 bílý král | c7 černý dáma · f7 černý pěšec · b6 černý věž · d6 černý střelec · h6 bílý dáma · e5 černý jezdec · a4 černý pěšec · b4 černý pěšec · c4 černý jezdec · d4 černý pěšec · e4 černý král · f4 bílý jezdec · b3 černý pěšec · d3 bílý jezdec · e3 bílý pěšec · g3 černý pěšec · h3 bílý pěšec · g2 bílý pěšec · b1 bílý střelec · e1 bílý král | 8 |
| 7 | c7 černý dáma · f7 černý pěšec · b6 černý věž · d6 černý střelec · h6 bílý dáma · e5 černý jezdec · a4 černý pěšec · b4 černý pěšec · c4 černý jezdec · d4 černý pěšec · e4 černý král · f4 bílý jezdec · b3 černý pěšec · d3 bílý jezdec · e3 bílý pěšec · g3 černý pěšec · h3 bílý pěšec · g2 bílý pěšec · b1 bílý střelec · e1 bílý král | c7 černý dáma · f7 černý pěšec · b6 černý věž · d6 černý střelec · h6 bílý dáma · e5 černý jezdec · a4 černý pěšec · b4 černý pěšec · c4 černý jezdec · d4 černý pěšec · e4 černý král · f4 bílý jezdec · b3 černý pěšec · d3 bílý jezdec · e3 bílý pěšec · g3 černý pěšec · h3 bílý pěšec · g2 bílý pěšec · b1 bílý střelec · e1 bílý král | c7 černý dáma · f7 černý pěšec · b6 černý věž · d6 černý střelec · h6 bílý dáma · e5 černý jezdec · a4 černý pěšec · b4 černý pěšec · c4 černý jezdec · d4 černý pěšec · e4 černý král · f4 bílý jezdec · b3 černý pěšec · d3 bílý jezdec · e3 bílý pěšec · g3 černý pěšec · h3 bílý pěšec · g2 bílý pěšec · b1 bílý střelec · e1 bílý král | c7 černý dáma · f7 černý pěšec · b6 černý věž · d6 černý střelec · h6 bílý dáma · e5 černý jezdec · a4 černý pěšec · b4 černý pěšec · c4 černý jezdec · d4 černý pěšec · e4 černý král · f4 bílý jezdec · b3 černý pěšec · d3 bílý jezdec · e3 bílý pěšec · g3 černý pěšec · h3 bílý pěšec · g2 bílý pěšec · b1 bílý střelec · e1 bílý král | c7 černý dáma · f7 černý pěšec · b6 černý věž · d6 černý střelec · h6 bílý dáma · e5 černý jezdec · a4 černý pěšec · b4 černý pěšec · c4 černý jezdec · d4 černý pěšec · e4 černý král · f4 bílý jezdec · b3 černý pěšec · d3 bílý jezdec · e3 bílý pěšec · g3 černý pěšec · h3 bílý pěšec · g2 bílý pěšec · b1 bílý střelec · e1 bílý král | c7 černý dáma · f7 černý pěšec · b6 černý věž · d6 černý střelec · h6 bílý dáma · e5 černý jezdec · a4 černý pěšec · b4 černý pěšec · c4 černý jezdec · d4 černý pěšec · e4 černý král · f4 bílý jezdec · b3 černý pěšec · d3 bílý jezdec · e3 bílý pěšec · g3 černý pěšec · h3 bílý pěšec · g2 bílý pěšec · b1 bílý střelec · e1 bílý král | c7 černý dáma · f7 černý pěšec · b6 černý věž · d6 černý střelec · h6 bílý dáma · e5 černý jezdec · a4 černý pěšec · b4 černý pěšec · c4 černý jezdec · d4 černý pěšec · e4 černý král · f4 bílý jezdec · b3 černý pěšec · d3 bílý jezdec · e3 bílý pěšec · g3 černý pěšec · h3 bílý pěšec · g2 bílý pěšec · b1 bílý střelec · e1 bílý král | c7 černý dáma · f7 černý pěšec · b6 černý věž · d6 černý střelec · h6 bílý dáma · e5 černý jezdec · a4 černý pěšec · b4 černý pěšec · c4 černý jezdec · d4 černý pěšec · e4 černý král · f4 bílý jezdec · b3 černý pěšec · d3 bílý jezdec · e3 bílý pěšec · g3 černý pěšec · h3 bílý pěšec · g2 bílý pěšec · b1 bílý střelec · e1 bílý král | 7 |
| 6 | c7 černý dáma · f7 černý pěšec · b6 černý věž · d6 černý střelec · h6 bílý dáma · e5 černý jezdec · a4 černý pěšec · b4 černý pěšec · c4 černý jezdec · d4 černý pěšec · e4 černý král · f4 bílý jezdec · b3 černý pěšec · d3 bílý jezdec · e3 bílý pěšec · g3 černý pěšec · h3 bílý pěšec · g2 bílý pěšec · b1 bílý střelec · e1 bílý král | c7 černý dáma · f7 černý pěšec · b6 černý věž · d6 černý střelec · h6 bílý dáma · e5 černý jezdec · a4 černý pěšec · b4 černý pěšec · c4 černý jezdec · d4 černý pěšec · e4 černý král · f4 bílý jezdec · b3 černý pěšec · d3 bílý jezdec · e3 bílý pěšec · g3 černý pěšec · h3 bílý pěšec · g2 bílý pěšec · b1 bílý střelec · e1 bílý král | c7 černý dáma · f7 černý pěšec · b6 černý věž · d6 černý střelec · h6 bílý dáma · e5 černý jezdec · a4 černý pěšec · b4 černý pěšec · c4 černý jezdec · d4 černý pěšec · e4 černý král · f4 bílý jezdec · b3 černý pěšec · d3 bílý jezdec · e3 bílý pěšec · g3 černý pěšec · h3 bílý pěšec · g2 bílý pěšec · b1 bílý střelec · e1 bílý král | c7 černý dáma · f7 černý pěšec · b6 černý věž · d6 černý střelec · h6 bílý dáma · e5 černý jezdec · a4 černý pěšec · b4 černý pěšec · c4 černý jezdec · d4 černý pěšec · e4 černý král · f4 bílý jezdec · b3 černý pěšec · d3 bílý jezdec · e3 bílý pěšec · g3 černý pěšec · h3 bílý pěšec · g2 bílý pěšec · b1 bílý střelec · e1 bílý král | c7 černý dáma · f7 černý pěšec · b6 černý věž · d6 černý střelec · h6 bílý dáma · e5 černý jezdec · a4 černý pěšec · b4 černý pěšec · c4 černý jezdec · d4 černý pěšec · e4 černý král · f4 bílý jezdec · b3 černý pěšec · d3 bílý jezdec · e3 bílý pěšec · g3 černý pěšec · h3 bílý pěšec · g2 bílý pěšec · b1 bílý střelec · e1 bílý král | c7 černý dáma · f7 černý pěšec · b6 černý věž · d6 černý střelec · h6 bílý dáma · e5 černý jezdec · a4 černý pěšec · b4 černý pěšec · c4 černý jezdec · d4 černý pěšec · e4 černý král · f4 bílý jezdec · b3 černý pěšec · d3 bílý jezdec · e3 bílý pěšec · g3 černý pěšec · h3 bílý pěšec · g2 bílý pěšec · b1 bílý střelec · e1 bílý král | c7 černý dáma · f7 černý pěšec · b6 černý věž · d6 černý střelec · h6 bílý dáma · e5 černý jezdec · a4 černý pěšec · b4 černý pěšec · c4 černý jezdec · d4 černý pěšec · e4 černý král · f4 bílý jezdec · b3 černý pěšec · d3 bílý jezdec · e3 bílý pěšec · g3 černý pěšec · h3 bílý pěšec · g2 bílý pěšec · b1 bílý střelec · e1 bílý král | c7 černý dáma · f7 černý pěšec · b6 černý věž · d6 černý střelec · h6 bílý dáma · e5 černý jezdec · a4 černý pěšec · b4 černý pěšec · c4 černý jezdec · d4 černý pěšec · e4 černý král · f4 bílý jezdec · b3 černý pěšec · d3 bílý jezdec · e3 bílý pěšec · g3 černý pěšec · h3 bílý pěšec · g2 bílý pěšec · b1 bílý střelec · e1 bílý král | 6 |
| 5 | c7 černý dáma · f7 černý pěšec · b6 černý věž · d6 černý střelec · h6 bílý dáma · e5 černý jezdec · a4 černý pěšec · b4 černý pěšec · c4 černý jezdec · d4 černý pěšec · e4 černý král · f4 bílý jezdec · b3 černý pěšec · d3 bílý jezdec · e3 bílý pěšec · g3 černý pěšec · h3 bílý pěšec · g2 bílý pěšec · b1 bílý střelec · e1 bílý král | c7 černý dáma · f7 černý pěšec · b6 černý věž · d6 černý střelec · h6 bílý dáma · e5 černý jezdec · a4 černý pěšec · b4 černý pěšec · c4 černý jezdec · d4 černý pěšec · e4 černý král · f4 bílý jezdec · b3 černý pěšec · d3 bílý jezdec · e3 bílý pěšec · g3 černý pěšec · h3 bílý pěšec · g2 bílý pěšec · b1 bílý střelec · e1 bílý král | c7 černý dáma · f7 černý pěšec · b6 černý věž · d6 černý střelec · h6 bílý dáma · e5 černý jezdec · a4 černý pěšec · b4 černý pěšec · c4 černý jezdec · d4 černý pěšec · e4 černý král · f4 bílý jezdec · b3 černý pěšec · d3 bílý jezdec · e3 bílý pěšec · g3 černý pěšec · h3 bílý pěšec · g2 bílý pěšec · b1 bílý střelec · e1 bílý král | c7 černý dáma · f7 černý pěšec · b6 černý věž · d6 černý střelec · h6 bílý dáma · e5 černý jezdec · a4 černý pěšec · b4 černý pěšec · c4 černý jezdec · d4 černý pěšec · e4 černý král · f4 bílý jezdec · b3 černý pěšec · d3 bílý jezdec · e3 bílý pěšec · g3 černý pěšec · h3 bílý pěšec · g2 bílý pěšec · b1 bílý střelec · e1 bílý král | c7 černý dáma · f7 černý pěšec · b6 černý věž · d6 černý střelec · h6 bílý dáma · e5 černý jezdec · a4 černý pěšec · b4 černý pěšec · c4 černý jezdec · d4 černý pěšec · e4 černý král · f4 bílý jezdec · b3 černý pěšec · d3 bílý jezdec · e3 bílý pěšec · g3 černý pěšec · h3 bílý pěšec · g2 bílý pěšec · b1 bílý střelec · e1 bílý král | c7 černý dáma · f7 černý pěšec · b6 černý věž · d6 černý střelec · h6 bílý dáma · e5 černý jezdec · a4 černý pěšec · b4 černý pěšec · c4 černý jezdec · d4 černý pěšec · e4 černý král · f4 bílý jezdec · b3 černý pěšec · d3 bílý jezdec · e3 bílý pěšec · g3 černý pěšec · h3 bílý pěšec · g2 bílý pěšec · b1 bílý střelec · e1 bílý král | c7 černý dáma · f7 černý pěšec · b6 černý věž · d6 černý střelec · h6 bílý dáma · e5 černý jezdec · a4 černý pěšec · b4 černý pěšec · c4 černý jezdec · d4 černý pěšec · e4 černý král · f4 bílý jezdec · b3 černý pěšec · d3 bílý jezdec · e3 bílý pěšec · g3 černý pěšec · h3 bílý pěšec · g2 bílý pěšec · b1 bílý střelec · e1 bílý král | c7 černý dáma · f7 černý pěšec · b6 černý věž · d6 černý střelec · h6 bílý dáma · e5 černý jezdec · a4 černý pěšec · b4 černý pěšec · c4 černý jezdec · d4 černý pěšec · e4 černý král · f4 bílý jezdec · b3 černý pěšec · d3 bílý jezdec · e3 bílý pěšec · g3 černý pěšec · h3 bílý pěšec · g2 bílý pěšec · b1 bílý střelec · e1 bílý král | 5 |
| 4 | c7 černý dáma · f7 černý pěšec · b6 černý věž · d6 černý střelec · h6 bílý dáma · e5 černý jezdec · a4 černý pěšec · b4 černý pěšec · c4 černý jezdec · d4 černý pěšec · e4 černý král · f4 bílý jezdec · b3 černý pěšec · d3 bílý jezdec · e3 bílý pěšec · g3 černý pěšec · h3 bílý pěšec · g2 bílý pěšec · b1 bílý střelec · e1 bílý král | c7 černý dáma · f7 černý pěšec · b6 černý věž · d6 černý střelec · h6 bílý dáma · e5 černý jezdec · a4 černý pěšec · b4 černý pěšec · c4 černý jezdec · d4 černý pěšec · e4 černý král · f4 bílý jezdec · b3 černý pěšec · d3 bílý jezdec · e3 bílý pěšec · g3 černý pěšec · h3 bílý pěšec · g2 bílý pěšec · b1 bílý střelec · e1 bílý král | c7 černý dáma · f7 černý pěšec · b6 černý věž · d6 černý střelec · h6 bílý dáma · e5 černý jezdec · a4 černý pěšec · b4 černý pěšec · c4 černý jezdec · d4 černý pěšec · e4 černý král · f4 bílý jezdec · b3 černý pěšec · d3 bílý jezdec · e3 bílý pěšec · g3 černý pěšec · h3 bílý pěšec · g2 bílý pěšec · b1 bílý střelec · e1 bílý král | c7 černý dáma · f7 černý pěšec · b6 černý věž · d6 černý střelec · h6 bílý dáma · e5 černý jezdec · a4 černý pěšec · b4 černý pěšec · c4 černý jezdec · d4 černý pěšec · e4 černý král · f4 bílý jezdec · b3 černý pěšec · d3 bílý jezdec · e3 bílý pěšec · g3 černý pěšec · h3 bílý pěšec · g2 bílý pěšec · b1 bílý střelec · e1 bílý král | c7 černý dáma · f7 černý pěšec · b6 černý věž · d6 černý střelec · h6 bílý dáma · e5 černý jezdec · a4 černý pěšec · b4 černý pěšec · c4 černý jezdec · d4 černý pěšec · e4 černý král · f4 bílý jezdec · b3 černý pěšec · d3 bílý jezdec · e3 bílý pěšec · g3 černý pěšec · h3 bílý pěšec · g2 bílý pěšec · b1 bílý střelec · e1 bílý král | c7 černý dáma · f7 černý pěšec · b6 černý věž · d6 černý střelec · h6 bílý dáma · e5 černý jezdec · a4 černý pěšec · b4 černý pěšec · c4 černý jezdec · d4 černý pěšec · e4 černý král · f4 bílý jezdec · b3 černý pěšec · d3 bílý jezdec · e3 bílý pěšec · g3 černý pěšec · h3 bílý pěšec · g2 bílý pěšec · b1 bílý střelec · e1 bílý král | c7 černý dáma · f7 černý pěšec · b6 černý věž · d6 černý střelec · h6 bílý dáma · e5 černý jezdec · a4 černý pěšec · b4 černý pěšec · c4 černý jezdec · d4 černý pěšec · e4 černý král · f4 bílý jezdec · b3 černý pěšec · d3 bílý jezdec · e3 bílý pěšec · g3 černý pěšec · h3 bílý pěšec · g2 bílý pěšec · b1 bílý střelec · e1 bílý král | c7 černý dáma · f7 černý pěšec · b6 černý věž · d6 černý střelec · h6 bílý dáma · e5 černý jezdec · a4 černý pěšec · b4 černý pěšec · c4 černý jezdec · d4 černý pěšec · e4 černý král · f4 bílý jezdec · b3 černý pěšec · d3 bílý jezdec · e3 bílý pěšec · g3 černý pěšec · h3 bílý pěšec · g2 bílý pěšec · b1 bílý střelec · e1 bílý král | 4 |
| 3 | c7 černý dáma · f7 černý pěšec · b6 černý věž · d6 černý střelec · h6 bílý dáma · e5 černý jezdec · a4 černý pěšec · b4 černý pěšec · c4 černý jezdec · d4 černý pěšec · e4 černý král · f4 bílý jezdec · b3 černý pěšec · d3 bílý jezdec · e3 bílý pěšec · g3 černý pěšec · h3 bílý pěšec · g2 bílý pěšec · b1 bílý střelec · e1 bílý král | c7 černý dáma · f7 černý pěšec · b6 černý věž · d6 černý střelec · h6 bílý dáma · e5 černý jezdec · a4 černý pěšec · b4 černý pěšec · c4 černý jezdec · d4 černý pěšec · e4 černý král · f4 bílý jezdec · b3 černý pěšec · d3 bílý jezdec · e3 bílý pěšec · g3 černý pěšec · h3 bílý pěšec · g2 bílý pěšec · b1 bílý střelec · e1 bílý král | c7 černý dáma · f7 černý pěšec · b6 černý věž · d6 černý střelec · h6 bílý dáma · e5 černý jezdec · a4 černý pěšec · b4 černý pěšec · c4 černý jezdec · d4 černý pěšec · e4 černý král · f4 bílý jezdec · b3 černý pěšec · d3 bílý jezdec · e3 bílý pěšec · g3 černý pěšec · h3 bílý pěšec · g2 bílý pěšec · b1 bílý střelec · e1 bílý král | c7 černý dáma · f7 černý pěšec · b6 černý věž · d6 černý střelec · h6 bílý dáma · e5 černý jezdec · a4 černý pěšec · b4 černý pěšec · c4 černý jezdec · d4 černý pěšec · e4 černý král · f4 bílý jezdec · b3 černý pěšec · d3 bílý jezdec · e3 bílý pěšec · g3 černý pěšec · h3 bílý pěšec · g2 bílý pěšec · b1 bílý střelec · e1 bílý král | c7 černý dáma · f7 černý pěšec · b6 černý věž · d6 černý střelec · h6 bílý dáma · e5 černý jezdec · a4 černý pěšec · b4 černý pěšec · c4 černý jezdec · d4 černý pěšec · e4 černý král · f4 bílý jezdec · b3 černý pěšec · d3 bílý jezdec · e3 bílý pěšec · g3 černý pěšec · h3 bílý pěšec · g2 bílý pěšec · b1 bílý střelec · e1 bílý král | c7 černý dáma · f7 černý pěšec · b6 černý věž · d6 černý střelec · h6 bílý dáma · e5 černý jezdec · a4 černý pěšec · b4 černý pěšec · c4 černý jezdec · d4 černý pěšec · e4 černý král · f4 bílý jezdec · b3 černý pěšec · d3 bílý jezdec · e3 bílý pěšec · g3 černý pěšec · h3 bílý pěšec · g2 bílý pěšec · b1 bílý střelec · e1 bílý král | c7 černý dáma · f7 černý pěšec · b6 černý věž · d6 černý střelec · h6 bílý dáma · e5 černý jezdec · a4 černý pěšec · b4 černý pěšec · c4 černý jezdec · d4 černý pěšec · e4 černý král · f4 bílý jezdec · b3 černý pěšec · d3 bílý jezdec · e3 bílý pěšec · g3 černý pěšec · h3 bílý pěšec · g2 bílý pěšec · b1 bílý střelec · e1 bílý král | c7 černý dáma · f7 černý pěšec · b6 černý věž · d6 černý střelec · h6 bílý dáma · e5 černý jezdec · a4 černý pěšec · b4 černý pěšec · c4 černý jezdec · d4 černý pěšec · e4 černý král · f4 bílý jezdec · b3 černý pěšec · d3 bílý jezdec · e3 bílý pěšec · g3 černý pěšec · h3 bílý pěšec · g2 bílý pěšec · b1 bílý střelec · e1 bílý král | 3 |
| 2 | c7 černý dáma · f7 černý pěšec · b6 černý věž · d6 černý střelec · h6 bílý dáma · e5 černý jezdec · a4 černý pěšec · b4 černý pěšec · c4 černý jezdec · d4 černý pěšec · e4 černý král · f4 bílý jezdec · b3 černý pěšec · d3 bílý jezdec · e3 bílý pěšec · g3 černý pěšec · h3 bílý pěšec · g2 bílý pěšec · b1 bílý střelec · e1 bílý král | c7 černý dáma · f7 černý pěšec · b6 černý věž · d6 černý střelec · h6 bílý dáma · e5 černý jezdec · a4 černý pěšec · b4 černý pěšec · c4 černý jezdec · d4 černý pěšec · e4 černý král · f4 bílý jezdec · b3 černý pěšec · d3 bílý jezdec · e3 bílý pěšec · g3 černý pěšec · h3 bílý pěšec · g2 bílý pěšec · b1 bílý střelec · e1 bílý král | c7 černý dáma · f7 černý pěšec · b6 černý věž · d6 černý střelec · h6 bílý dáma · e5 černý jezdec · a4 černý pěšec · b4 černý pěšec · c4 černý jezdec · d4 černý pěšec · e4 černý král · f4 bílý jezdec · b3 černý pěšec · d3 bílý jezdec · e3 bílý pěšec · g3 černý pěšec · h3 bílý pěšec · g2 bílý pěšec · b1 bílý střelec · e1 bílý král | c7 černý dáma · f7 černý pěšec · b6 černý věž · d6 černý střelec · h6 bílý dáma · e5 černý jezdec · a4 černý pěšec · b4 černý pěšec · c4 černý jezdec · d4 černý pěšec · e4 černý král · f4 bílý jezdec · b3 černý pěšec · d3 bílý jezdec · e3 bílý pěšec · g3 černý pěšec · h3 bílý pěšec · g2 bílý pěšec · b1 bílý střelec · e1 bílý král | c7 černý dáma · f7 černý pěšec · b6 černý věž · d6 černý střelec · h6 bílý dáma · e5 černý jezdec · a4 černý pěšec · b4 černý pěšec · c4 černý jezdec · d4 černý pěšec · e4 černý král · f4 bílý jezdec · b3 černý pěšec · d3 bílý jezdec · e3 bílý pěšec · g3 černý pěšec · h3 bílý pěšec · g2 bílý pěšec · b1 bílý střelec · e1 bílý král | c7 černý dáma · f7 černý pěšec · b6 černý věž · d6 černý střelec · h6 bílý dáma · e5 černý jezdec · a4 černý pěšec · b4 černý pěšec · c4 černý jezdec · d4 černý pěšec · e4 černý král · f4 bílý jezdec · b3 černý pěšec · d3 bílý jezdec · e3 bílý pěšec · g3 černý pěšec · h3 bílý pěšec · g2 bílý pěšec · b1 bílý střelec · e1 bílý král | c7 černý dáma · f7 černý pěšec · b6 černý věž · d6 černý střelec · h6 bílý dáma · e5 černý jezdec · a4 černý pěšec · b4 černý pěšec · c4 černý jezdec · d4 černý pěšec · e4 černý král · f4 bílý jezdec · b3 černý pěšec · d3 bílý jezdec · e3 bílý pěšec · g3 černý pěšec · h3 bílý pěšec · g2 bílý pěšec · b1 bílý střelec · e1 bílý král | c7 černý dáma · f7 černý pěšec · b6 černý věž · d6 černý střelec · h6 bílý dáma · e5 černý jezdec · a4 černý pěšec · b4 černý pěšec · c4 černý jezdec · d4 černý pěšec · e4 černý král · f4 bílý jezdec · b3 černý pěšec · d3 bílý jezdec · e3 bílý pěšec · g3 černý pěšec · h3 bílý pěšec · g2 bílý pěšec · b1 bílý střelec · e1 bílý král | 2 |
| 1 | c7 černý dáma · f7 černý pěšec · b6 černý věž · d6 černý střelec · h6 bílý dáma · e5 černý jezdec · a4 černý pěšec · b4 černý pěšec · c4 černý jezdec · d4 černý pěšec · e4 černý král · f4 bílý jezdec · b3 černý pěšec · d3 bílý jezdec · e3 bílý pěšec · g3 černý pěšec · h3 bílý pěšec · g2 bílý pěšec · b1 bílý střelec · e1 bílý král | c7 černý dáma · f7 černý pěšec · b6 černý věž · d6 černý střelec · h6 bílý dáma · e5 černý jezdec · a4 černý pěšec · b4 černý pěšec · c4 černý jezdec · d4 černý pěšec · e4 černý král · f4 bílý jezdec · b3 černý pěšec · d3 bílý jezdec · e3 bílý pěšec · g3 černý pěšec · h3 bílý pěšec · g2 bílý pěšec · b1 bílý střelec · e1 bílý král | c7 černý dáma · f7 černý pěšec · b6 černý věž · d6 černý střelec · h6 bílý dáma · e5 černý jezdec · a4 černý pěšec · b4 černý pěšec · c4 černý jezdec · d4 černý pěšec · e4 černý král · f4 bílý jezdec · b3 černý pěšec · d3 bílý jezdec · e3 bílý pěšec · g3 černý pěšec · h3 bílý pěšec · g2 bílý pěšec · b1 bílý střelec · e1 bílý král | c7 černý dáma · f7 černý pěšec · b6 černý věž · d6 černý střelec · h6 bílý dáma · e5 černý jezdec · a4 černý pěšec · b4 černý pěšec · c4 černý jezdec · d4 černý pěšec · e4 černý král · f4 bílý jezdec · b3 černý pěšec · d3 bílý jezdec · e3 bílý pěšec · g3 černý pěšec · h3 bílý pěšec · g2 bílý pěšec · b1 bílý střelec · e1 bílý král | c7 černý dáma · f7 černý pěšec · b6 černý věž · d6 černý střelec · h6 bílý dáma · e5 černý jezdec · a4 černý pěšec · b4 černý pěšec · c4 černý jezdec · d4 černý pěšec · e4 černý král · f4 bílý jezdec · b3 černý pěšec · d3 bílý jezdec · e3 bílý pěšec · g3 černý pěšec · h3 bílý pěšec · g2 bílý pěšec · b1 bílý střelec · e1 bílý král | c7 černý dáma · f7 černý pěšec · b6 černý věž · d6 černý střelec · h6 bílý dáma · e5 černý jezdec · a4 černý pěšec · b4 černý pěšec · c4 černý jezdec · d4 černý pěšec · e4 černý král · f4 bílý jezdec · b3 černý pěšec · d3 bílý jezdec · e3 bílý pěšec · g3 černý pěšec · h3 bílý pěšec · g2 bílý pěšec · b1 bílý střelec · e1 bílý král | c7 černý dáma · f7 černý pěšec · b6 černý věž · d6 černý střelec · h6 bílý dáma · e5 černý jezdec · a4 černý pěšec · b4 černý pěšec · c4 černý jezdec · d4 černý pěšec · e4 černý král · f4 bílý jezdec · b3 černý pěšec · d3 bílý jezdec · e3 bílý pěšec · g3 černý pěšec · h3 bílý pěšec · g2 bílý pěšec · b1 bílý střelec · e1 bílý král | c7 černý dáma · f7 černý pěšec · b6 černý věž · d6 černý střelec · h6 bílý dáma · e5 černý jezdec · a4 černý pěšec · b4 černý pěšec · c4 černý jezdec · d4 černý pěšec · e4 černý král · f4 bílý jezdec · b3 černý pěšec · d3 bílý jezdec · e3 bílý pěšec · g3 černý pěšec · h3 bílý pěšec · g2 bílý pěšec · b1 bílý střelec · e1 bílý král | 1 |
|   | a | b | c | d | e | f | g | h |   |

Roku 1862 se účastnil kompozičního turnaje uspořádaného během šachového kongresu v Londýně. Bayer zaslal do turnaje sadu úloh nazvanou Nymph in thy orisons (česky: „Nymfa ve tvých modlitbách“), která měla soutěžit v kategorii přímých matů. Rozhodčí po prostudování úloh určili za vítěznou sadu tu, jejímž autorem byl Konrad Bayer, a za nejlepší problém turnaje vybrali jednu z úloh domácího šachisty Josepha Grahama Campbella, jehož sada skončila za Bayerem na druhém místě. Vzápětí se však ukázalo, že Campbellova vítězná skladba byla nekorektní, neboť problém připouštěl dvě řešení. Celá Campbellova sada proto vypadla z předních příček a dotyčná úloha ztratila titul nejlepší úlohy turnaje, což nejprve Campbella nemuselo mrzet, neboť místo ní byla vybrána jiná úloha opět z jeho dílny. K překvapení všech ale krátce po ohlášení nových výsledků byla i tato druhá Campbellova úloha odhalena jako nekorektní, a to ze stejného důvodu: bylo objeveno druhé řešení.
V reakci na tuto opakovanou situaci, která na turnaj vrhla velmi špatné světlo, byla porota posílena o dva nové nezávislé rozhodčí, všechny úlohy byly podrobeny novému posudku a bylo vydáno pořadí zcela nové. V něm byly za nejlepší sadu přímých matů potvrzeny úlohy Konrada Bayera, na druhém místě skončil slovinský skladatel Joseph Plachutta a na třetím Čech Antonín Novotný. Konrad Bayer však nakonec ještě navíc získal také zmíněnou cenu za nejlepší jednotlivou úlohu (viz vpravo). Zároveň ale vznikl určitý finanční problém v malém a velmi napjatém rozpočtu turnaje, neboť Campbell již mezitím za svá později zrušená umístění vyinkasoval šek na 20 liber a tyto peníze odmítl vrátit. Vedení turnaje, které nemělo ani ty nejmenší finanční rezervy, stálo před volbou, zda snížit částku pro ostatní oceněné včetně Bayera, nebo zda mají schodek uhradit rozhodčí, kteří situaci zavinili. Nakonec byla zvolena druhá možnost, takže nikdo ze soutěžících nebyl finančně zkrácen.
Roku 1864 se Konrad Bayer účastnil turnaje na čtvrtém Rýnském šachovém kongresu konaném v Düsseldorfu v Německu, a to pod pseudonymem Drakon Rabey. V kategorii přímých matů zde obsadil druhé místo za rakouským problemistou Johannem Bergerem Grazem.
Na turnaji pořádaném roku 1865 francouzským listem Le Palamede française (který byl prvním čistě šachovým magazínem na světě) Bayera pravděpodobně o vítězství připravily zákulisní intriky. Bylo nepochybné, že nejvyšší úrovně dosahovaly sady úloh Konrada Bayera s mottem Allez, enfants (česky: „No tak, děti“) a francouzského problemisty M. Lamourouxe s mottem Bonne chance (česky: „Hodně štěstí“). Přestože se jedna z úloh francouzského šachisty ukázala být nekorektní, závěrečný verdikt nakonec přiřkl vítězství právě jemu a druhé místo Bayerovi. To vyvolalo velké protesty šachové veřejnosti a na nespravedlivý verdikt si stěžoval i sám Bayer. Maďarskému šachistovi baronu Ignáci Kolischovi podle jeho vyjádření dokonce někteří z rozhodčích turnaje potvrdili, že byli od ostatních členů poroty vystaveni nátlaku, aby za vítěze byl prohlášen Lamouroux, a že již dopředu bylo rozhodnuto, že vítězem musí být Francouz.
Na turnaji, který byl součástí kongresu konaného ve městě Dundee ve Skotsku roku 1867 již Bayer opět zvítězil, a to se sadou úloh nesoucí latinský název Sub hoc signo (česky: „Pod tímto znamením“). Aby se organizátoři vyhnuli aférám, které provázely některé předchozí turnaje, tak výsledky nejprve vyhlásili jen jako předběžné s tím, že platnosti nabudou, pokud šachová veřejnost neobjeví žádné závažné chyby či jiné prohřešky do tří měsíců od zveřejnění úloh v britském Chess Player’s Magazine. To následně vedlo k několika diskvalifikacím včetně německého účastníka Johannese Kohtze, který původně skončil hned za Bayerem na 2. místě, když se ukázalo, že na soutěžních úlohách spolupracoval s dalším německým skladatelem Carlem Kockelkornem, což pravidla turnaje neumožňovala. Bayerovy úlohy však opět obstály a jeho vítězství bylo potvrzeno.
Téhož roku se mu zdařila také francouzská odveta, když se svou sadou problémů nazvanou Ich weiss nicht, was soll es (česky: „Nevím, co to znamená“) zvítězil na pařížském šachovém kongresu před Američanem Samuelem Loydem a francouzským problemistou E. Grosdemangem.

## Řešení vybraných turnajových úloh
- Úloha č. 4 ze sady All is Well that ends Well, která získala 1. cenu na turnaji listu The Era roku 1856. Úvodní tah je 1. Sc4, po němž mohou následovat tyto hlavní varianty řešení:

1. Sc4 (s hrozbou 2. Ve6#) bxc4 2. Jb5 (s hrozbou 3. Vd6#) Kd5 3. Vd6+ Jxd6 4. Jc7#
2. … Kd5 3. Vd6+ Kxd6 4.Jc7#
2. … cxb5 3. Kc5 4. Va6# nebo Vb6# nebo Vc6# neboVd6#
3. … b6+ 4. Vxb6#
3. … Jd6 4. Vxd6#
3. … Vc8+ 4. Vc6#
1. … Kd4 2. Ve6+ Je5 3. Vxe5. ~ 4.Vxe2# nebo Ve4# nebo Ve8# nebo Ve7# nebo Ve6#
- Úloha č. 6 ze sady Nymph in thy orisons, která získala 1. cenu na šachovém kongresu v Londýně roku 1862:

1. Jgxf4! ~ 2. Jc5+ Kxe3 3. Jf~ (kromě d3) #
1. … Jxd3+ 2. Sxd3+ Kxe3 3. Jd5+ Kxd3 4. Dh7+ f5 5. Dxf5#
1. … Jf3+ 2. gxf3+ Kxe3 3. Je5 ~ 4. Sf~#
3. … Sxe5 4. Jg2+ Kxf3 5. Jh4#
2. … Kxf3 3. Dh5+ Ke4 4. Dd5+ Kxe3 5. Jg2#
3. … Ke4 4. Jc5+ (nebo Jf2+) Kxe3 5. Jd5 nebo Jg2#
1. … dxe3 2. De6 ~ 3. Jc5+ Kd4 4. Dd5+ Kc3 5. Jxa4#
3. Jd3~+ Kd4 4. Je2+ Kc5 5. Dxc4#
2. … fxe6 3. Jc5+ Kd4 4. Jfxe6+ Kd5 5. Se4#
4. … Kc3 5. Jxa4#
2. … e2 3. Jb2+ Kd4 4. Dd5+ Ke3 5. De4#
4. … Kc3 5. Jxa4#
3. … Ke3 4. Jxe2 ~ 5. Dh6 nebo Jd1#